# Lengyelország történelme

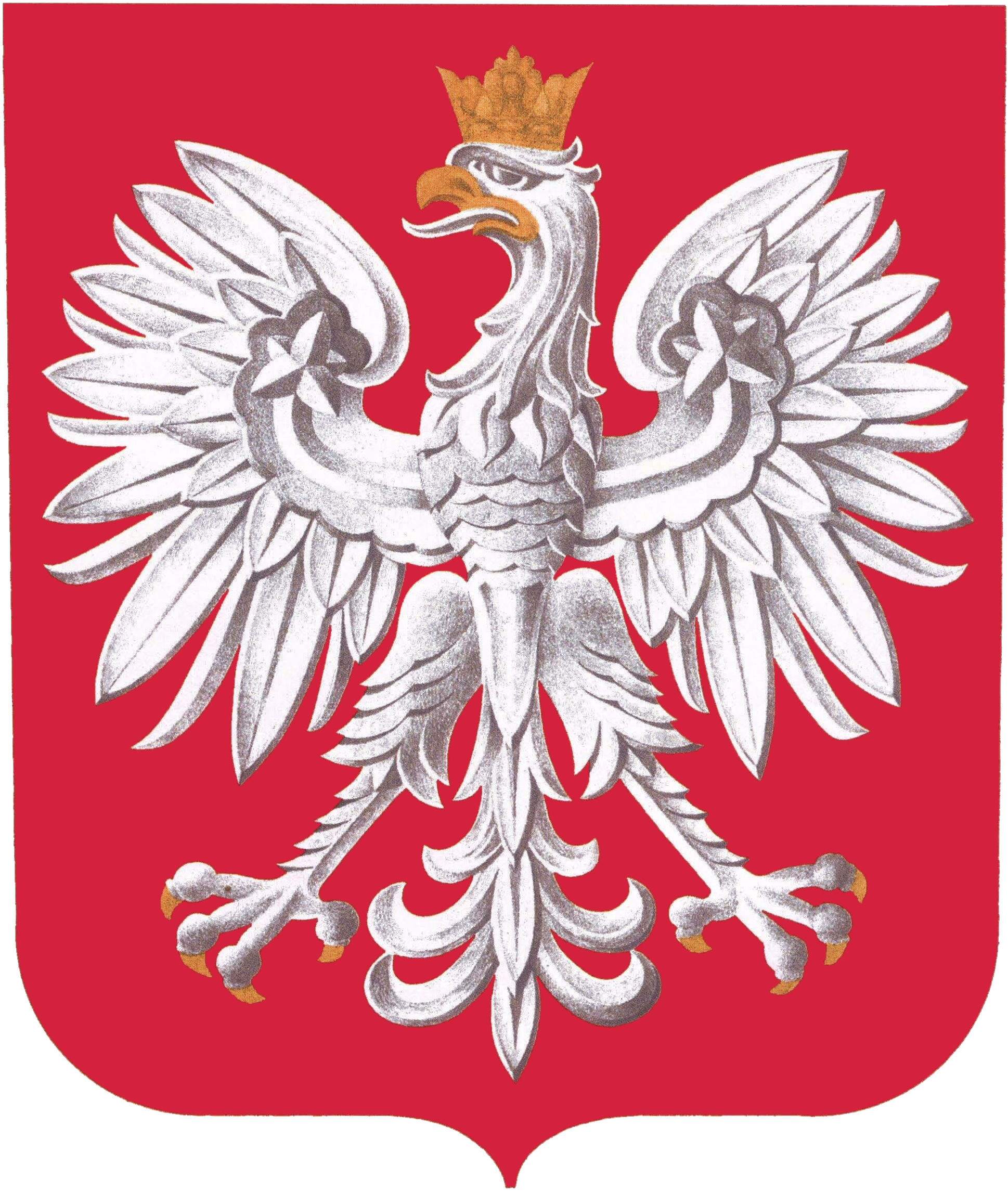
Lengyelország címere

Lengyelország történelme alatt tárgyaljuk egyrészt a mai Lengyelország területén élő népesség történelmét, a kezdetektől máig, másrészt a lengyel állam történelmét, megalakulásától máig (beleértve a felosztásokat is 1772–1918 között).
A lengyel állam több mint 1000 éves. A 16. században, a Jagelló-dinasztia uralkodása idején, Lengyelország Európa egyik leggazdagabb és legerősebb országa volt. 1791. május 3-án a Lengyel–Litván Unió elfogadta Lengyelország májusi alkotmányát, amely Európa első és a világ második írott alkotmánya volt. Röviddel később Lengyelországot felosztották szomszédai (Oroszország, Ausztria és Poroszország). Lengyelország 123 év után, 1918-ban nyerte vissza államiságát az első világháború lezárultával. A második világháború után a Szovjetunió befolyási övezetéhez tartozott. 1989-ben az ország második világháború utáni történetének első, részlegesen szabad választásai zárták le a Szolidaritás (lengyelül Solidarność) mozgalom szabadság iránti törekvéseit. Lengyelország 1999-től a NATO, 2004-től az Európai Unió tagja.

## Lengyelország őskora
Lengyelország területén a hominida fajok közül a Homo erectus (Trzebnica környékén kb. 500 ezer évvel ezelőtt) élt, a neandervölgyi ember tárgyi emlékeit (például Racibórzban vagy Krakkóban), ugyanitt a Homo sapiens egyedeinek leleteit is megtalálták.

## A lengyel nép kialakulása
A Kr. e. 1. évezredben szétváltak az indoeurópai törzsek, és kialakult a szlávok őshazája, amely – egyes nézetek szerint – Lengyelország területére tehető. Kr. e. 500-ból fennmaradt Biskupin közeli leletek fejlett földművelésre és szabályos településhálózatra mutatnak, ahol a lakosság száma ezer fő környékére tehető. A római korban erre vezetett a borostyánút, ami fontos gazdasági szerepet játszott, összeköttetést teremtve Észak-Európa és a Földközi-tenger között.
A 4–6. században szétváltak a szláv törzsek is. Itt formálódtak a nyugati szlávság csoportjai: lechiták (a lengyelek ősei), elbai szlávok, pomeránok stb. Az Odera és Visztula közötti törzsekről elsőként 870 körül Geographus Bavarus tudósított (Descriptio civitatum et regionum ad septentrionalem plagam Danubii). Művében a megadott adatok alapján a legjelentősebbeknek a Glopeanok tűnnek (mai nómenklatúra szerint – Goplanie, azaz goplánok), akik – régészeti források alapján – Kujávia, ill. a Nagy-lengyelországi vajdaság északkeleti részére tehetők. A várak megjelenése a térségben már a 7. századra, a törzsi szerveződés időszakára tehető. A formálódó arisztokrácia kedvező lehetőségeket biztosított a kereskedelem fejlődésének. Fizetőeszközként szövetet, vagy prémeket használhattak. A 9. és 10. századra kiemelkedtek a viszlyánok és a polánok.

## Piast-dinasztia

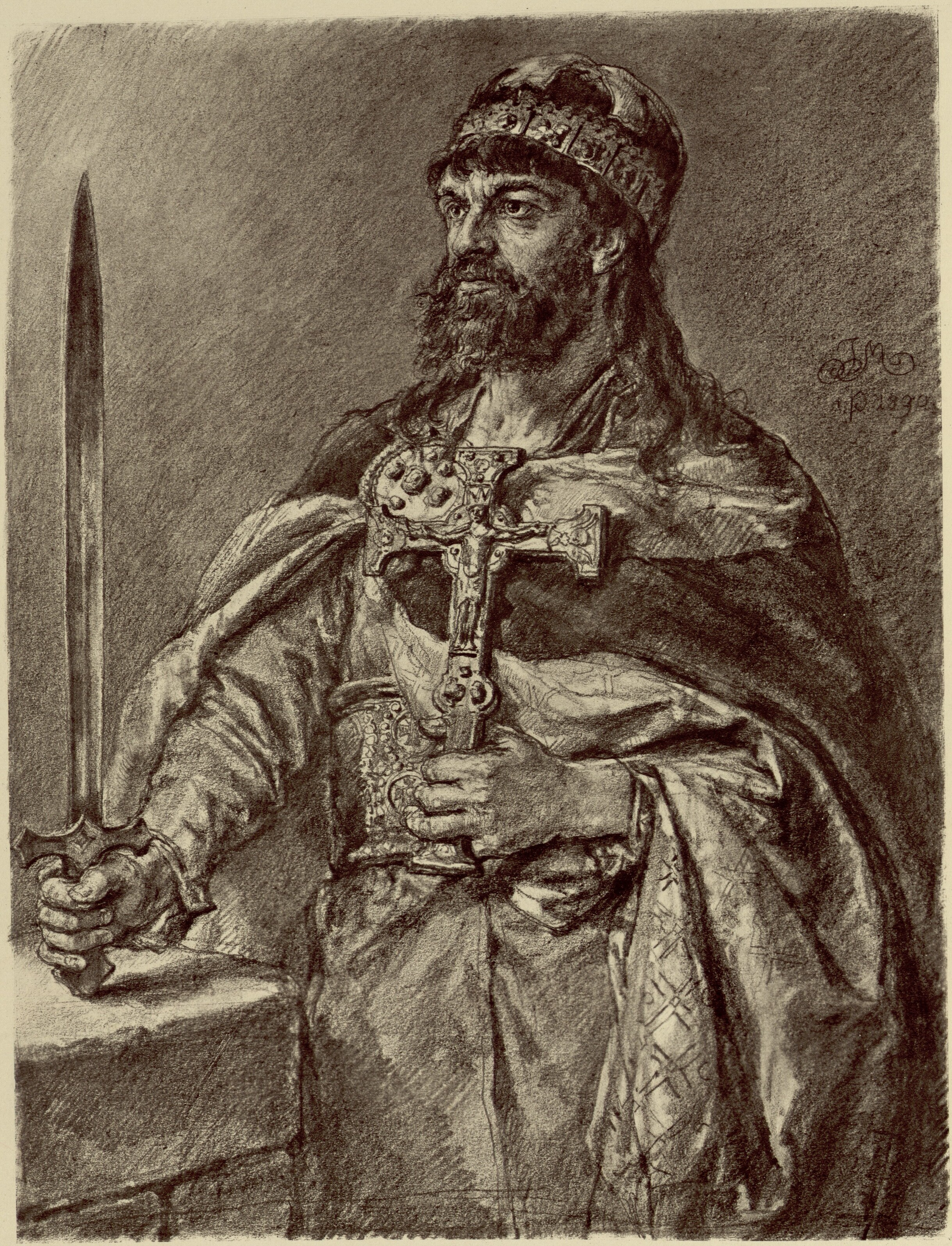
I. Mieszko – Lengyelország első történelmi uralkodója

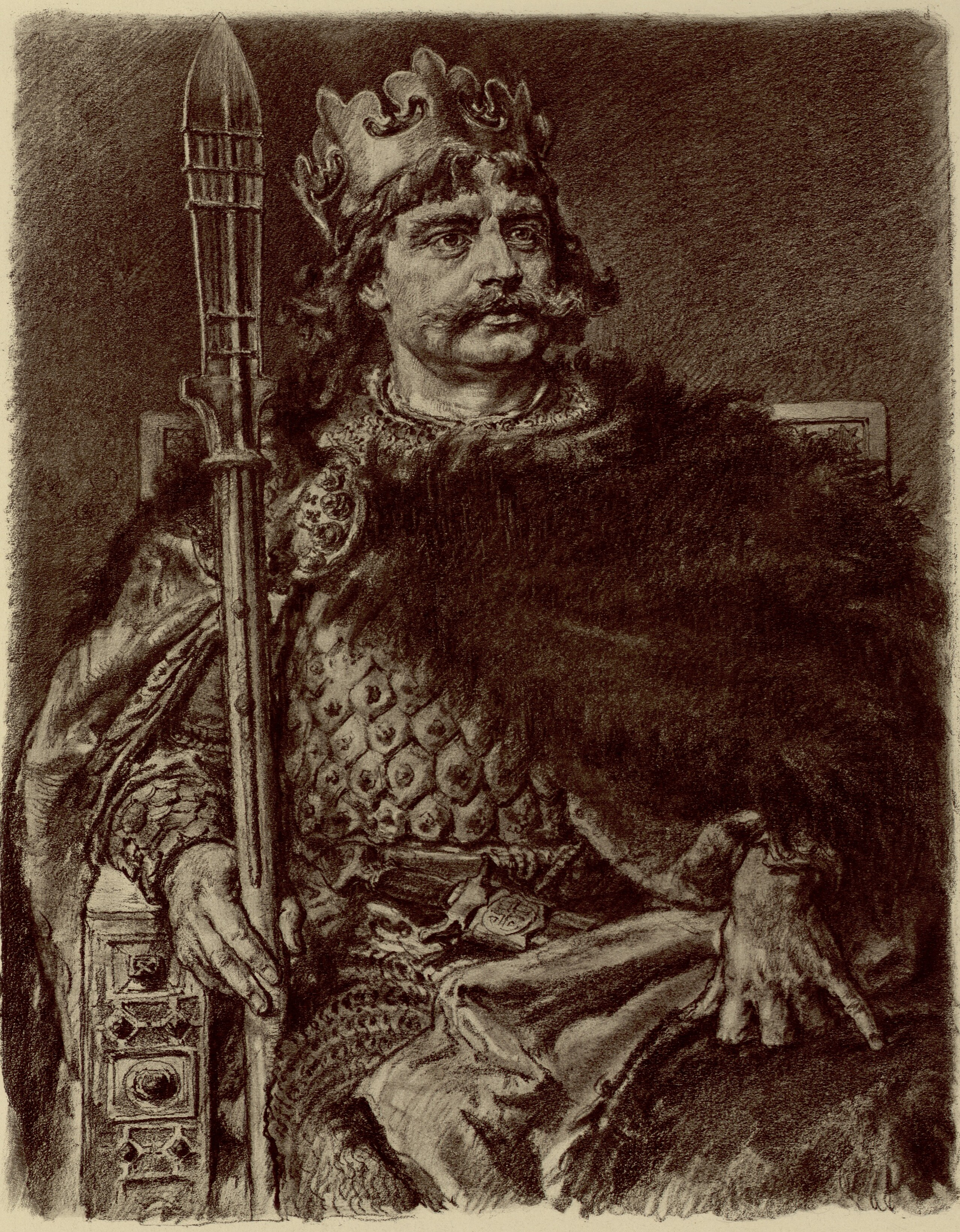
Vitéz Boleszláv – az első lengyel király

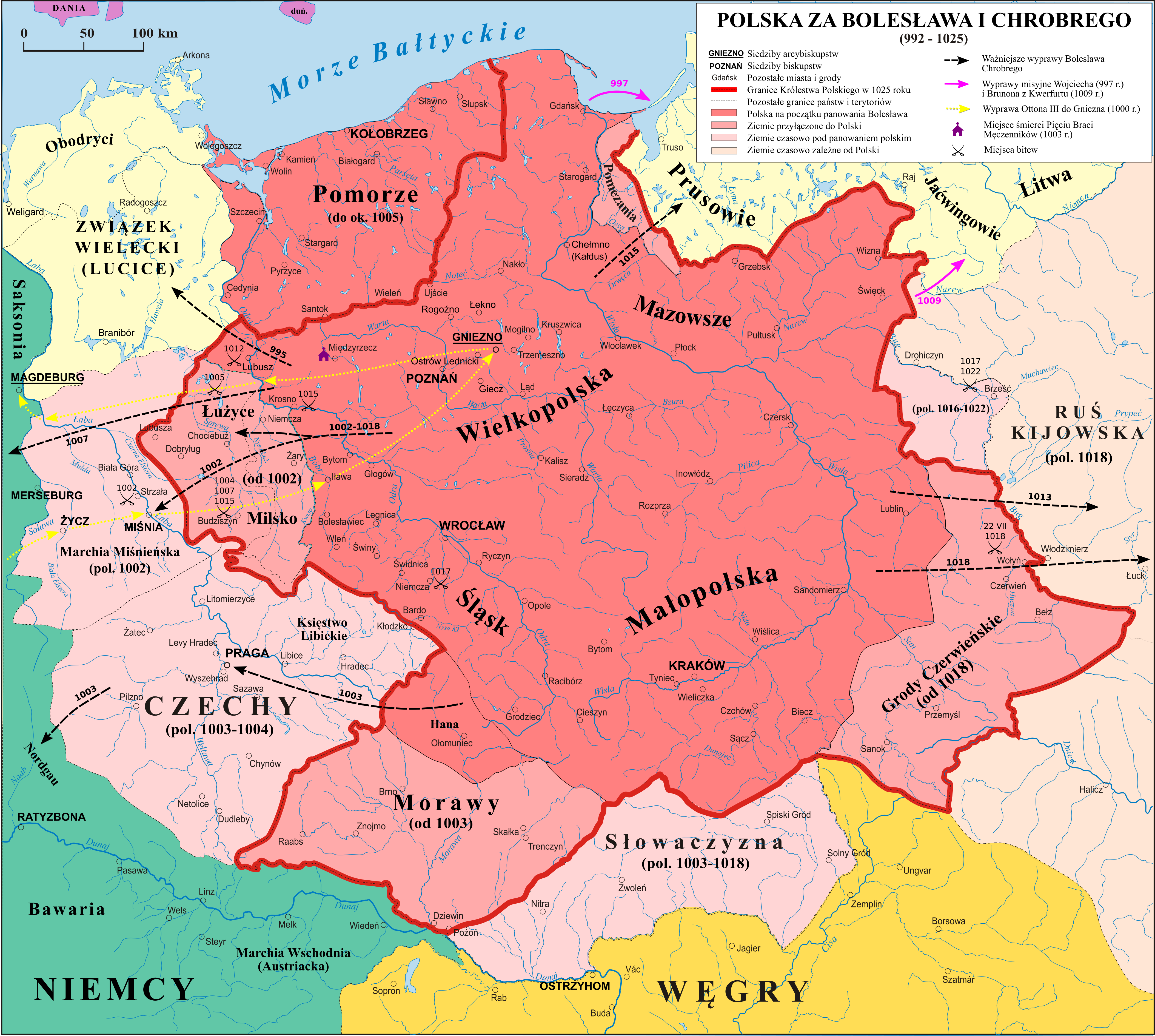
I. Mieszko és Vitéz Boleszláv állama: rózsaszínnel I. Mieszko állama (992), piros vonal – Lengyelország határai 1025-ben

### Államalapítás
I. Mieszko (960–992) egyesítette a törzsek többségét, ezzel megalapította a Piast-dinasztiát. Birodalmának határai keleten az orosz területekig, délen és nyugaton pedig cseh és német határig nyúltak. Megkezdődött azonban a német császárok beavatkozása, és ezáltal az evangélium hirdetése. Mieszko 966-ban felvette a kereszténységet, pogány feleségeit elűzte és azután keresztény szertartás szerint egybekelt Dobravával, a cseh fejedelem leányával, megalapította az első püspökséget Poznańban. 992-ben a Szentszék védelme alá került, de ennek ellenére a német királyok továbbra is ki akarták terjeszteni fennhatóságukat Lengyelországra. Halála után fia, Vitéz Boleszláv került a hatalomra. Őt tekinthetjük Lengyelország valódi megalapítójának. Több, sikeres hadjáratot folytatott a német császárok és az oroszok ellen. Felszabadította országát a németek uralma alól. II. Henrik német-római császárt többször is  legyőzte, és ezzel megszerezte Sziléziát, Morvaországot, Luzáciát, Danckát és a Balti-tenger partvidékét. Délen Magyarország északnyugati részére is rátette a kezét, amelyet azonban I. István magyar király gyorsan visszafoglalt. Keleten egészen Kijevig terjedt hatalma. A pápától (II. Szilvesztertől) pedig királyi koronát és címert kért, amit csak 1025-ben kapott meg. Megalapította a gnieznói érsekséget, és több kisebb püspökséget. Az állam központja Gniezno volt (a 11. század közepén Krakkó átvette ezt a szerepet).

### A korai kereszténység évei
I. Boleszláv 1025-ös halálát követően fia, II. Mieszko került a trónra, aki azonban nem lépett apja nyomdokaiba. Elhanyagolta a kormányzást, igazságszolgáltatást, gyakran szeszélyes volt. 1034-ben elhunyt, így I. Megújító Kázmér lett az uralkodó, de kezdetben akadályoztatva volt a kormányzásban. Helyette anyja Lotaringiai Richeza uralkodott, aki viszont nem szerette a lengyeleket, így a fontosabb hivatalokat német honfitársai kezébe adta. A nép megunta az idegen zsarnokságot, fegyvert fogott, és elűzte királynőjét, így már ténylegesen is Kázmér került hatalomra. Erős kézzel állította helyre a közrendet, megszilárdította ismét a kereszténységet, több új püspökséget, apátságot is létrehozott. Fővárossá Krakkót tette, mert egész Nagy-Lengyelországot Gnieznóval I. Břetislav cseh fejedelem 1038-ban feldúlta.
Utódja II. Boleszláv lett (1058). Aktív külpolitikát folytatott, beavatkozott a környező országok (Cseh- és Oroszország) trónviszályaiba. Több háborút is vívott, többnyire sikerrel. 1076-ban VII. Gergely pápa is elismerte lengyel királyként (ebben az is közrejátszott, hogy segített neki a német-római császár elleni küzdelmében). Akadtak azonban ellenségei is, mint például a krakkói püspök, Szent Szaniszló, aki a legenda szerint bírálta. Erre ő annyira megharagudott, hogy saját kezével ölte meg. Ezután a pápa kiközösítette és a királynak Magyarországra kellett menekülnie. Elűzetése után öccse, I. Ulászló került trónra (1079). Nem tudott tekintélyt kiharcolni – eléggé tehetetlen, határozatlan volt, hiányzott a kormányzáshoz szükséges tehetsége. Helyette Sieciech nádor kormányzott, akit végül 1096-ban száműztek. Majd Ulászló fiai kényszerítették az ország feldarabolására – 1102-es halálával megkezdődött a Zbigniew és III. Ferdeszájú Boleszláv közötti harc. Kezdetben Zbigniew kerekedett felül, de 1107-ben testvére legyőzte. 1109-ben Zbigniew csatlakozott V. Henrikhez, azonban a hundsfeldi csatában Boleszláv végleg legyőzte, ezzel megszilárdította hatalmát. Később ugyan ismét visszahívta bátyját, de hamarosan árulással vádolta és megvakíttatta. A pápa ezért kiátkozta, és csak nagy nehézségek árán kapta vissza régebbi jogait. Sikerként könyvelhette el Pomeránia elfoglalását, illetve a pomeránok megkeresztelkedését. Galícia megszerzésére is törekedett; háborúba keveredett a Magyar Királysággal, majd 1138-as végrendeletében felosztotta fiai között a királyságot. A legidősebb Piast lett a senior, övé lett Kis-Lengyelország és Pomeránia. Ferdeszájú Boleszláv halálát követően megkezdődött a részfejedelemségek kora.

### A területi széttagoltság kora

Lengyelország a területi széttagoltság korában

III. Ferdeszájú Boleszláv végrendeletében felosztotta Lengyelországot három fia, II. Száműzött Ulászló, IV. Göndörhajú Boleszláv és Öreg Mieszko között. Azután a negyedik fia, Henrik, is megkapta a saját részét, amelyet ráíratott ötödik fiára, (Igazságos) Kázmérre. Már az új rendszer elejétől fogva a testvérek harcoltak új területek és a ’’princeps’’ cím megszerzése céljából. Az összeütközések a következő nemzedékeken át tartottak, s Lengyelországon kívüli uralkodók is beleavatkoztak. 1227-ben meggyilkolták az akkori ’’princeps’’et – Fehér Leszeket, Igazságos Kázmér fiát – ami véget vetett a központi hatalom korának Lengyelországban, mert ő volt az utolsó krakkói fejedelem, akinek fennhatóságát elismerte a többi fejedelem. Ezzel a különálló tartományok egymás ellen fordultak és tovább osztódtak, mivel minden uralkodójának volt néhány fia, akiknek országrészt kellett ajándékozni és nem volt semmilyen központi hatalom, amely ezt meggátolta volna.
1226-ban Konrád mazóviai fejedelem lehetővé tette a Német Lovagrend letelepedését a Chełmno-vidéken (a Visztula-kanyarban, Toruńtól északra), hogy a porosz törzseket kereszténységre térítse, de valójában azért, hogy megvédje magát a poroszoktól, akik gyakran támadták Mazóviát. Ennek az lett a következménye, hogy a Lovagrend kiszorította a poroszokat és a lengyeleket is kezdte fenyegetni.
1241-ben a tatárok betörtek Lengyelország déli részébe, hogy megelőzzék a lengyel fejedelmek segítségnyújtását Magyarországnak. Feldúlták Sandomierzt és Krakkót, azután betörtek Nyugat-Sziléziába, és a legnicai csatában szétzúzták a lengyel–cseh–német lovagrendi hadsereget és megölték Jámbor Henrik fejedelmet. A csata után Morvaországon keresztül átvonultak Magyarországra.
1243–79 között Kis-Lengyelországban Szemérmes Boleszláv uralkodott, aki Kingát, IV. Béla leányát vette feleségül. A lengyel–magyar szövetség keretében Boleszláv katonái segítséget nyújtottak a magyaroknak a csehek elleni hadjáratokban, Boleszláv pedig igyekezett kibékíteni Bélát a fiával, Istvánnal. A magyarok segítségével megkezdődött a nagyarányú sóbányászat a wieliczkai bányákban, ami komoly bevétel forrásává vált Kis-Lengyelország (majd Lengyelország) uralkodói számára és lehetővé tette Krakkó fejlődését.
A 13. század végén II. Vencel cseh király kezdett beavatkozni a lengyel ügyekbe. 1290-ben II. Przemysł nagy-lengyelországi fejedelem és Łokietek Ulászló kujáviai fejedelem szövetséget kötöttek ellene. Amikor II. Przemysł átengedte Kelet-Pomerániát, 1295-ben királlyá koronáztatta magát, de fél évvel később meghalt a brandenburgiak által megszervezett merényletben. Łokietek Ulászló folytatta a harcot Vencel ellen, majd 1300-ban Lengyelország királyává koronáztatta magát Krakkóban, de 1305-ben meghalt, s egy évvel később fia, III. Vencel merénylet áldozata lett. Ulászló átvette a hatalmat Kis-Lengyelországban, a Sandomierzi-földön és Kujáviában, azután pedig Nagy-Lengyelországban. 1320-ban lengyel királlyá is koronáztathatta magát – akkor az államot újraegyesítette, bár (összehasonlítva az 1138. évvel) elvesztette Mazóviát (önálló fejedelemség), Sziléziát (Cseh Királyság uralma alatt) és Pomerániát (a keleti részt átengedte a Német Lovagrendnek, a nyugatit – Brandenburgnak).

### Lengyelország a 14. században

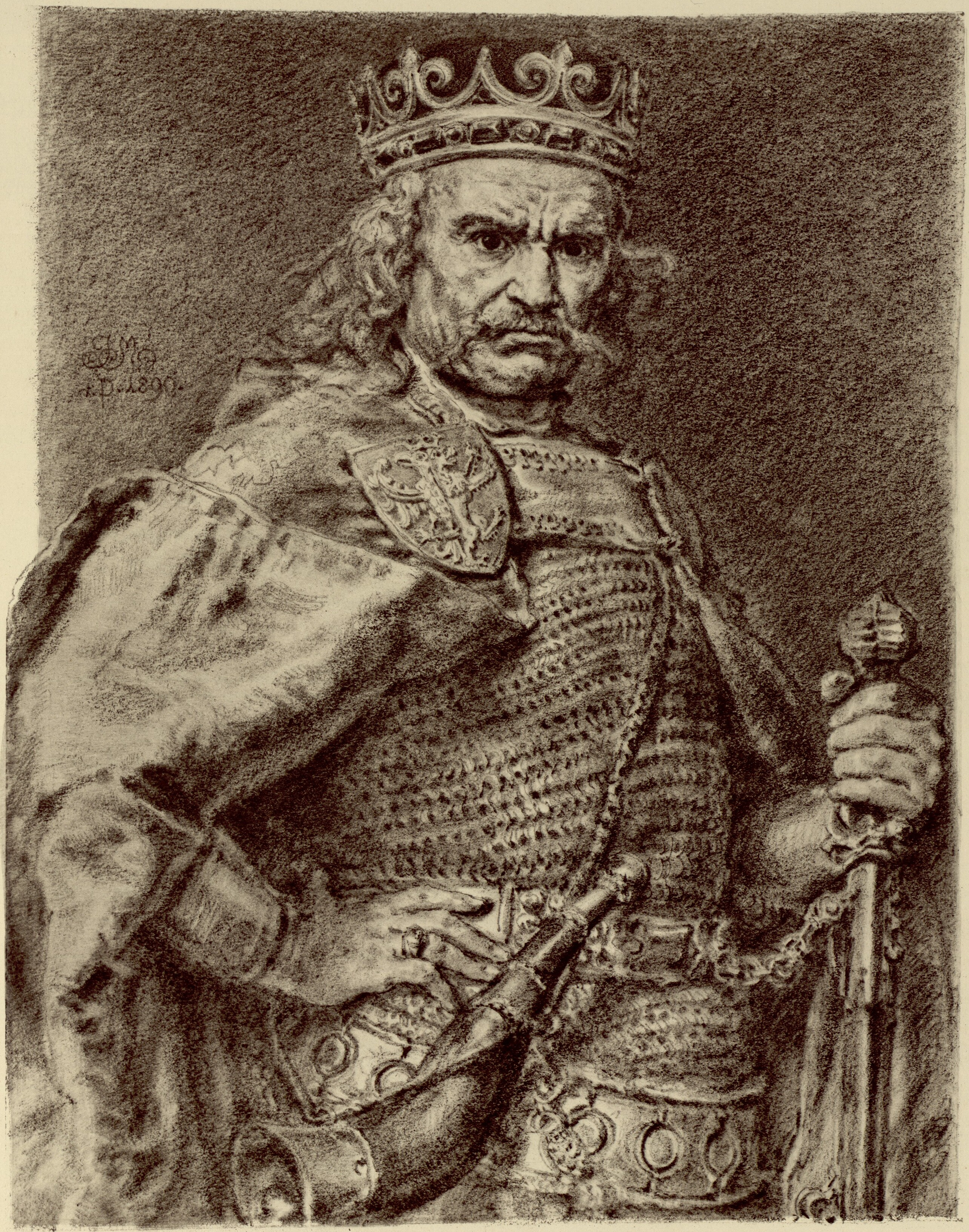
Łokietek Ulászló király, aki egyesítette Lengyelországot, 1320-ban

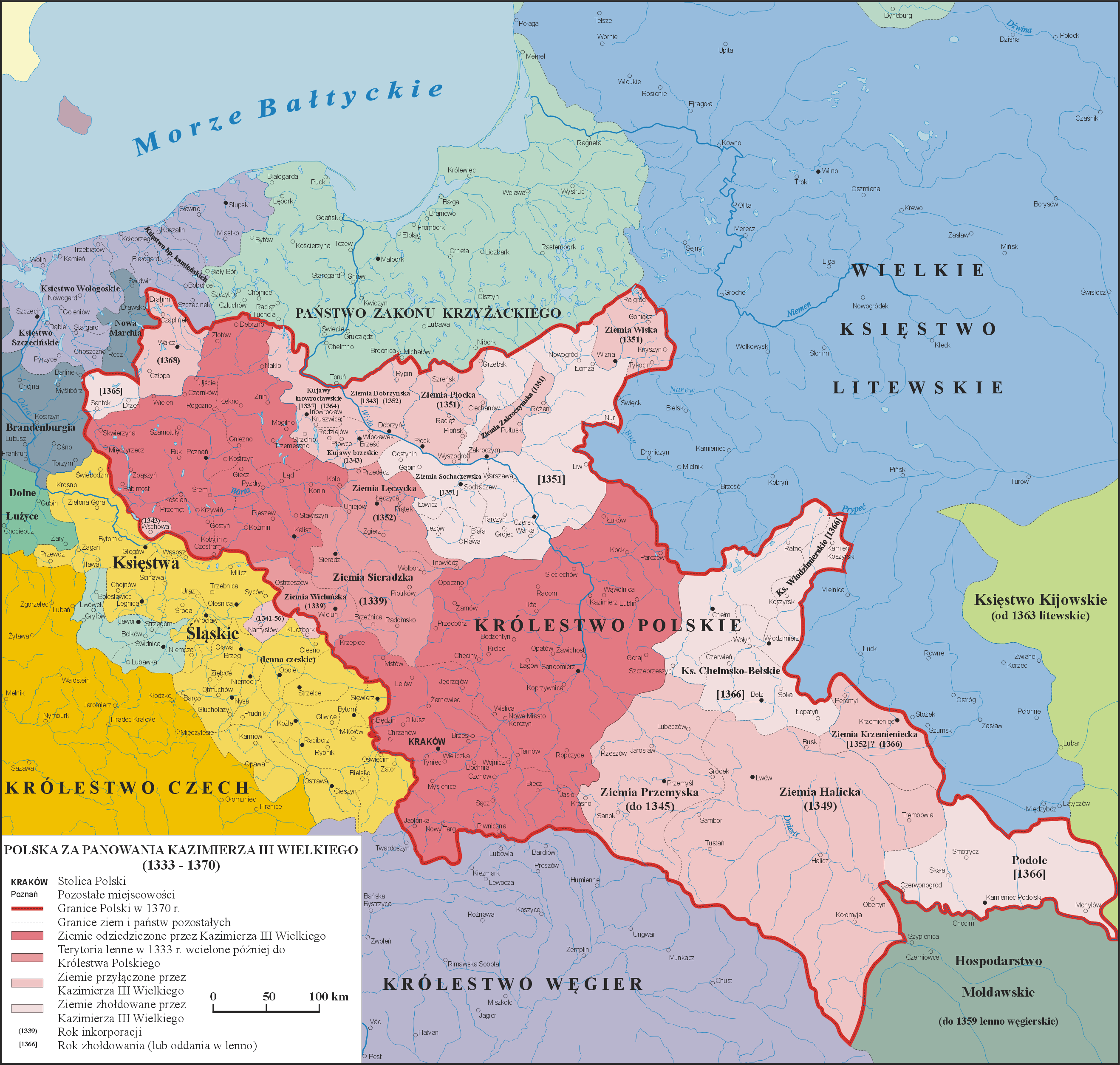
Lengyelország 1370-ben

Łokietek Ulászlónak a legnagyobb gondot a megerősödött Német Lovagrend állama okozta, amely kiirtotta a porosz törzseket és most a Lengyel Királyságot és a Litván Nagyfejedelemséget fenyegette. Ezt felismerve elkezdődött formálódni a lengyel–litván szövetség. Ulászlónak sikerült is átvennie az ellenőrzést Halicsi Oroszország fölött.
Łokietek Ulászló meghalt 1333-ban, utódja a fia, Kázmér, lett. Uralmát hivatalosan elismerte Luxemburgi János cseh király (visegrádi béke, 1338) azért cserébe, hogy Lengyelország elismerte a cseh uralmat Szilézia felett (addig a cseh királyok úgy vélték, hogy mint II. Vencel utódjainak nekik van joguk a lengyel koronára és nem ismerték el a Piastok uralmát). 1359-ben Kázmér végérvényesen elfoglalta a Halicsi Oroszországot. Támogatta a lengyel városok fejlődését, kővárakat épített, megalapította a krakkói egyetemet (1364), bevezette az egész Lengyelországban érvényes pénzt – a groszt (garas). Az ő nevéhez fűződik a szokásjogok jogrendbe gyűjtése is.
III. (Nagy) Kázmér 1370-ben meghalt – ő volt a Piast-dinasztia utolsó királya Lengyelországban. A Nagy Kázmér és Károly Róbert között megkötött szerződések értelmében Kázmér halála után Károly fia, Lajos lett lengyel király. Uralkodása alatt az államkincstár megtelt, a királyi őrség jól őrizte a közbiztonságot az utakon. Halála után (1382) leánya, Hedvig lett Lengyelország uralkodója. Hamarosan férjet is találtak neki – Jagelló litván fejedelem személyében, akit 1386-ban koronáztak meg és aki az Ulászló (Władysław) nevet vette fel. Így jött létre a lengyel–litván perszonálunió, amelynek fő központja Krakkó lett. A jogi aktus, amely létrehozta az uniót, volt az a szövetség, amelyet Krewóban írtak alá az 1385-ös évben. Az unió Lengyelország harmadik felosztásáig, 1795-ig állt fenn.

## A Jagelló-ház uralkodása

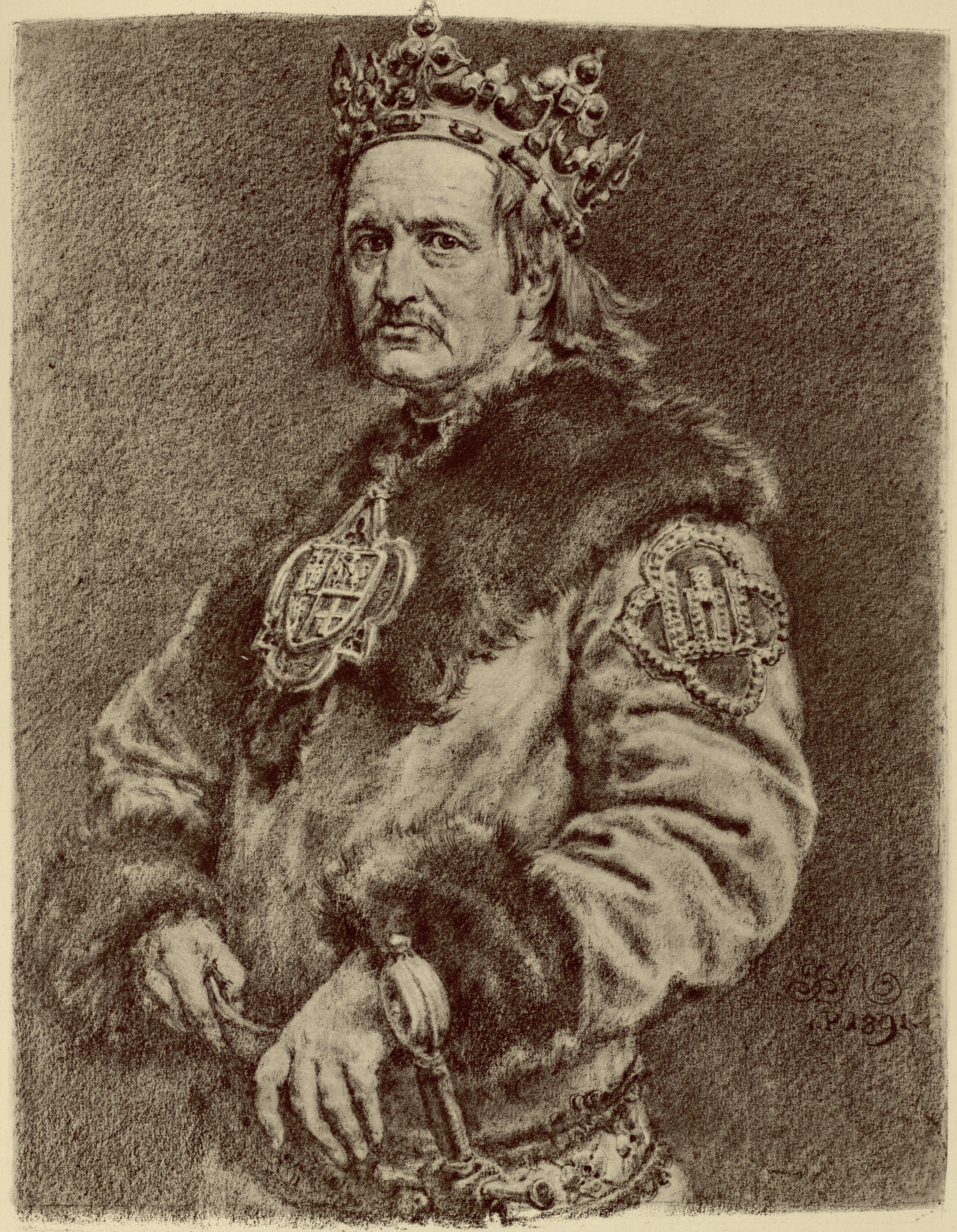
II. Jagelló Ulászló – a Jagelló-ház megalapítója

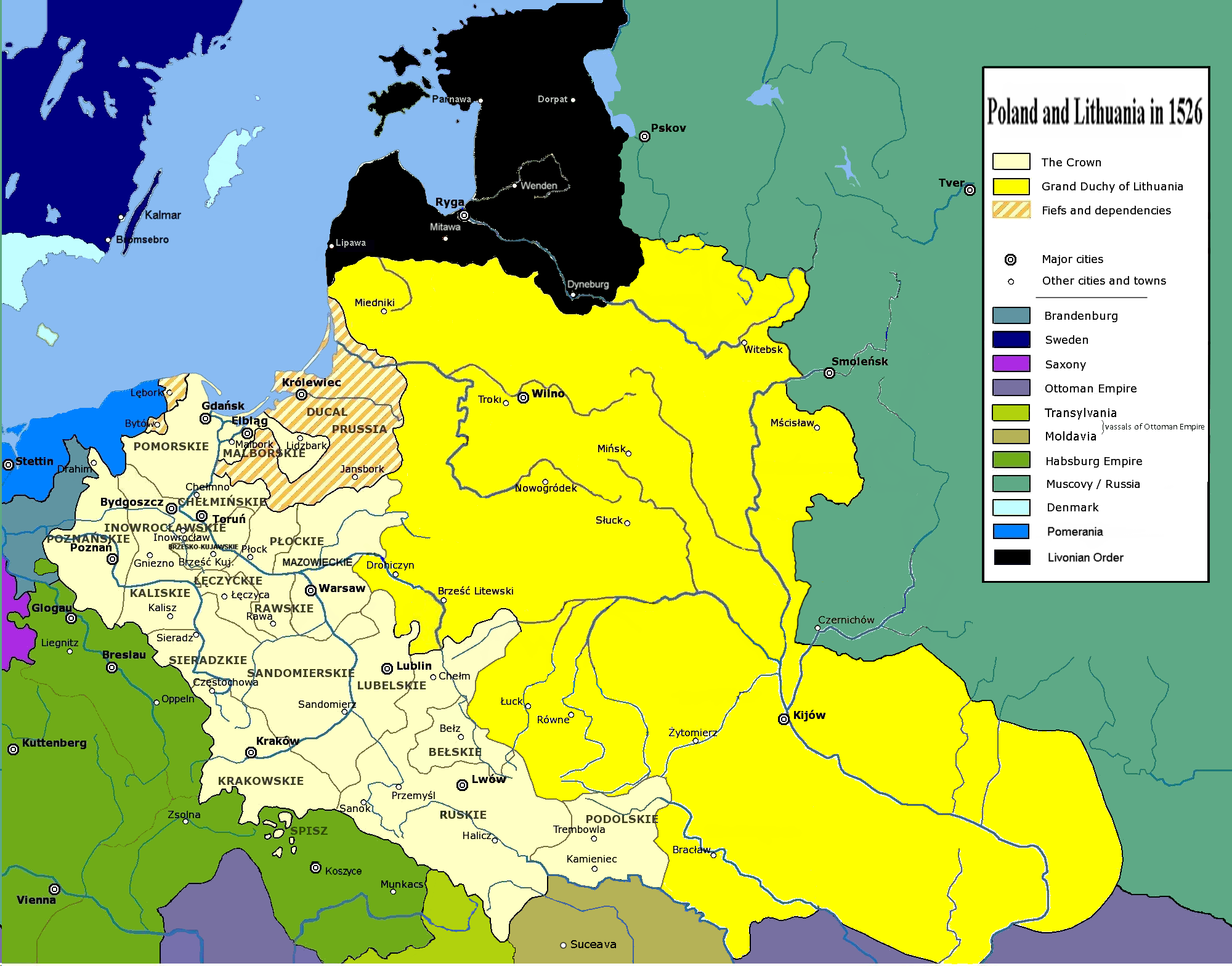
Lengyelország és Litvánia, 1526-ban

A Lengyel Királyságból és a Litván Nagyfejedelemségből létrejött a legnagyobb állam az akkori Európában. Az új állam első sikere volt a Halicsi Oroszország (fővárosa – Lvov) bekebelezése (1387). Ebben az évben I. Péter moldvai fejedelem is hűbéresküt tett Jagellónak és katonai szövetséget kötött vele – ily módon Moldva több mint 200 évre lengyel hűbéri birtokká lett.
1409-ben kitört a háború a Német Lovagrenddel. 1410. július 15-én, Grunwald falu környékén került sor a nagy csatára, amelyben az egyik oldalon a Lovagrend, a Brandenburgi Őrgrófság és Luxemburgi Zsigmond magyar király hadseregei vettek részt, a másik oldalon a lengyel, litván, orosz, tatár és moldvai seregek. A csata a lovagrendi hadseregek szétzúzásával és Ulrich von Jungingen nagymester halálával ért véget. A lengyel győzelem megállította a Lovagrend államának további terjeszkedését, amely Lengyelországot és Litvániát fenyegette. A háború 1411-ben fejeződött be a toruni békével, amely kötelezte a Lovagrendet Kujávia és Szamogitia részeinek visszaadására valamint a hadifoglyok kiadására. Európában megnövekedett Lengyelország és Litvánia presztízse, a Lovagrend államának helyzete pedig véglegesen meggyengült. Luxemburgi Zsigmond megszakította kapcsolatát a Lovagrenddel és Lengyelországgal kötött szövetséget. Lengyelország és Litvánia új egyezményt kötött egymással (horodłói unió, 1413), amely létrehozta a különálló litván nagyfejedelem intézményét, akit mindig a lengyel király nevezett ki litván és lengyel nemesek tanácsa alapján és tudomásukkal (az első nagyfejedelem Vitold, Jagelló unokatestvére lett). Ezenkívül a horodłói unió létrehozta a lengyel és litván nemesség közös közgyűléseit, a szejmeket (sejmy) meg a vajda (wojewoda) illetve a várispán (kastellán) hivatalát Litvániában, valamint azonos szintre emelte a litván nemességet a lengyellel.
II. Jagelló Ulászló 1434 júliusában halt meg. Uralkodása idején – cserébe fia trónöröklési jogának elismeréséért – a lengyel nemesség sok privilégiumot kapott (a legfontosabb a nemesek személyi sérthetetlensége volt, tilos volt bírósági ítélet nélkül nemest letartóztatni). Jagelló Ulászló utódja a legidősebb fia, szintén Ulászló (1434–44) lett, aki a lengyel trónon a III. Ulászló nevet viselte. Kései gyermek volt, tízéves korában került trónra, a hatalmat a kormányzótanács gyakorolta a nevében.
1440 májusában a magyar nemesség egy része Ulászlót magyar királlyá választotta, de más nemesek Luxemburgi Erzsébetet, az özvegy királynét támogatták és a fiát, Utószülött Lászlót koronázták meg Székesfehérvárott az Erzsébet által korábban ellopatott Szent Koronával. Csakhogy hívei egy alkalmi koronával I. Ulászló magyar király néven Ulászlót is megkoronázták, ami polgárháborúhoz vezetett Magyarországon. A polgárháború 1442 decemberéig tartott, de döntő eredményt nem hozott; mindkét fél kimerült és fegyverszünetet kötöttek. 1443-ban Ulászló hadjáratot kezdett a törökök ellen, amely az ő győzelmével és tízéves fegyverszünettel végződött (Szegeden). A pápai legátus, Giuliano Cesarini rábeszélésére a király azonban megszakította a fegyverszünetet és 1444-ben újabb, ezúttal rosszul előkészített hadjáratot indított, ami kezdeti sikerek után a vereséggel és Ulászló halálával végződő várnai csatához vezetett.

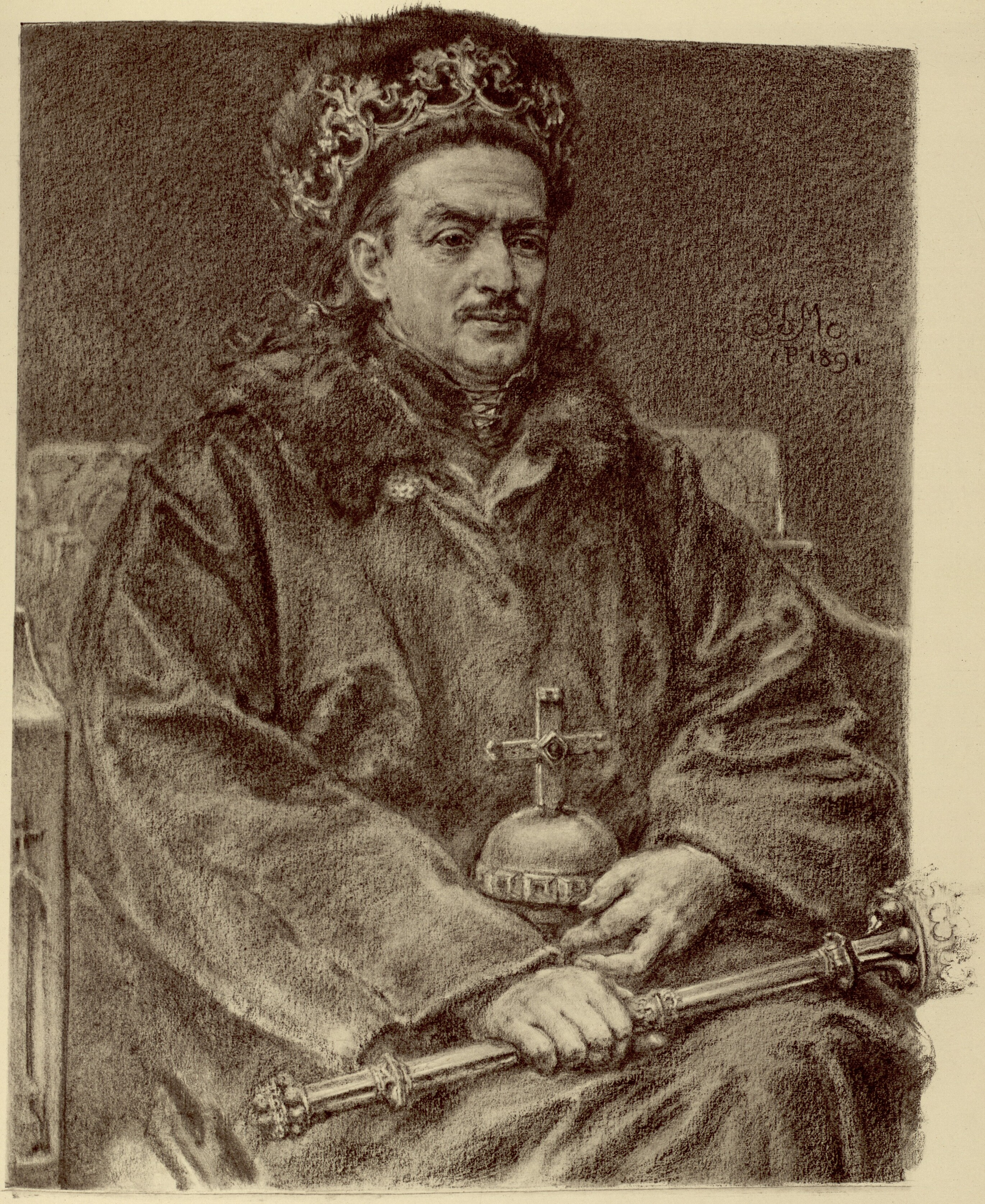
IV. Kázmér

III. Ulászlónak nem voltak gyermekei, ezért utódja az öccse lett, Kázmér (1444–92). A király egyik fő törekvése minden lengyel terület egyesítése volt, különösen Kelet-Pomeránia és a közvetlen tengeri kijárat visszaszerzése a Német Lovagrendtől. Ez a tizenhárom éves háború kitöréséhez vezetett, amely 1454–1466 között tartott. Lengyel győzelemmel végződött – a toruni béke alapján a Lengyel Királyság megszerezte a Lovagrend államának nyugati részét (ún. Királyi Poroszország – Prusy Królewskie), a keleti pedig Lovagrendi Poroszország (Prusy Zakonne) néven megmaradt a Lovagrend birtokában mint Lengyelország hűbéri területe.
IV. Kázmér arra is törekedett, hogy megszerezze fiai számára a magyar és a cseh trónt. A huszita nemesség Podjebrád György királlyal az élen megegyezett, hogy György halála után Kázmér fia, Ulászló, lesz a cseh király (1471–1516). A katolikus nemesség pedig segítséget kért Hunyadi Mátyástól. Ráadásul Kázmér herceg (IV. Kázmér második fia) hadjáratot vezetett Magyarországra a magyar trón megszerzésért. A háború 1474-ben fejeződött be. Mátyás halála után azonban (1490) IV. Kázmér törekvései révén harmadik fiát, János Albertet a magyar nemesség egy része királlyá választotta, ami ellen viszont Ulászló tiltakozott. Végül Ulászló és öccse között megegyezés született: Ulászlót magyar királlyá koronázták, míg a lengyel trónról lemondott János Albert javára.
1485–98 között folyt az első lengyel–török háború – a törökök meghódították Kiliát és Dnyeszterfehérvárt a Lengyelországgal szomszédos Moldvában, amivel elvágták Lengyelországot a fekete-tengeri kereskedelemtől.
IV. Kázmért halála után János Albert követte a trónon (1492–1501), utána pedig Kázmér negyedik fia, Sándor (1501–06). Uralkodásuk közben megkezdte tevékenységét a lengyel parlament: a Király Tanács Szenátussá (Senat) alakult át, a vajdasági gyűlések (sejmikek) képviselőiből álló országos gyűlés pedig Képviselőházzá (Izba Poselska) lett. A Szenátus és Képviselőház együtt alkotta a szejmet (eredeti írással sejm). Ráadásul, a parlament egyre több kiváltságot szavazott meg a nemesség számára. A 15. századtól Lengyelország így nemesi parlamentáris (rendi) monarchiává vált (ezt az államformát az utókor időnként "nemesi köztársaságnak" is nevezi).
A következő király IV. Kázmér ötödik fia lett, majd az „Öreg”-nek hívott Zsigmond (1506–48). Utóbbi uralkodásának korát „lengyel aranykornak” is nevezik. Második felesége, Sforza Bona olasz hercegnő is jelentős személyiség, tehetséges politikus volt, sőt terjesztette az olasz életstílust (az ő révén vált ismertté Lengyelországban többek között a bor, a makaróni, a zöldségek). Öreg Zsigmond a két utolsó mazóviai fejedelem (Stanisław és III. Janusz) halála után Mazóviát Lengyelországhoz csatolta (1526). Ebben a korszakban kezdődtek az első komolyabb összeütközések Oroszországgal (1507–08, 1515–22, 1533–37), amely megpróbálta visszaszerezni azokat a területeket, amelyeket korábban a litván fejedelmek tőle foglaltak el. 1515-ben az oroszok egészen Varsóig hatoltak.
Tartva a német lovagrendi állam és Oroszország közötti szövetségtől, Zsigmond I. Miksa császárral kötött szövetséget (1515 – bécsi kongresszus), amely szerint Miksa császár visszavonta támogatását Moszkvától és elismerte a lengyel hűbéri jogokat a Német Lovagrend államára vonatkozóan. Ezen túl megállapodtak, hogy ha a Jagelló-ház cseh–magyar vonala kihalna, trónjukat a Habsburg-család veszi át. A szerződés váratlanul gyorsan életbe lépett – majd 11 évvel később, a mohácsi csatában meghalt Jagelló Lajos cseh és magyar király.

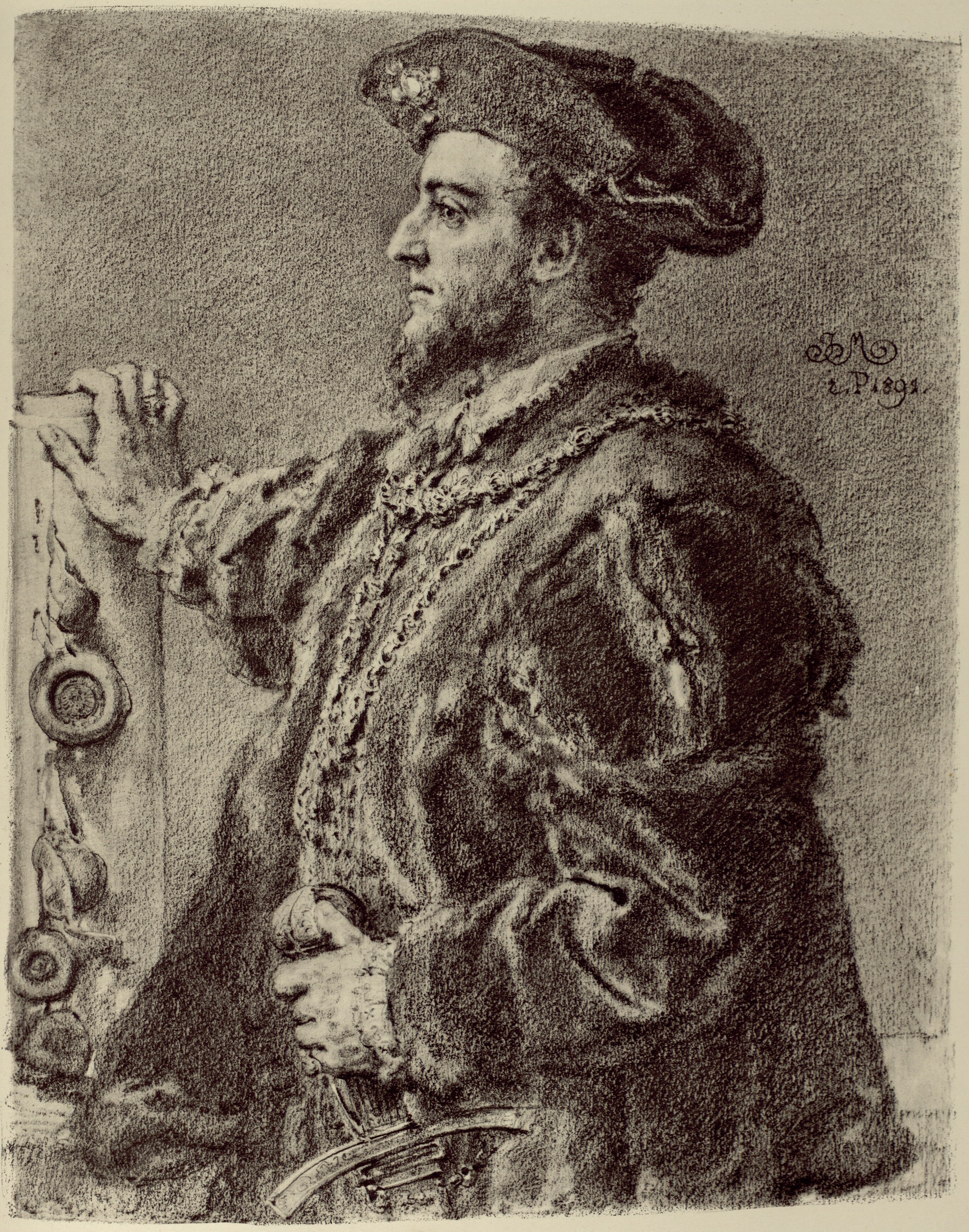
II. Zsigmond Ágost – a lublini unió szerzője

Albrecht Hohenzollern, a Lovagrend nagymestere, aki elvesztette a császár támogatását, úgy döntött, hogy szövetséget köt Oroszországgal, aminek az eredménye az a háború volt (1519–25), amelyet elvesztett. 1525-ben megkötötte a szerződést Zsigmond királlyal, ennek értelmében az egész lovagrendi vagyon és hivatalok átkerültek az egyházi hatalom alól a világi alá, Albrecht feloszlatta a rendet és lutheranizmusra tért át, a Rendi Poroszország lett a Lengyel Királyság öröklött hűbéri földje (Porosz Hercegség (Prusy Książęce – Hercegi Poroszország) név alatt és a Hohenzollern-ház kezében maradt.
Öreg Zsigmond halála után az egyetlen fia, II. Zsigmond Ágost (1548–72) lett a király, az utolsó a Jagelló-házból. Zsigmond Ágost kora mindenekelőtt két eseményről nevezetes. Az első a litván–orosz háború (1558–70), amely akkor kezdődött, amikor Zsigmond hozzácsatolta a Kardtestvérek rendjének államát Litvániához és elfoglalta Livóniát (Inflanty). Ennek következményeként Oroszország hadműveletekbe kezdett Lengyelország ellen, mivel ezeken a területeken keresztül akart kijáratot szerezni a Balti-tengerhez. A hadjáratba Svédország és Dánia is beleavatkozott, amivel a litván–orosz háború háromkorona-háborúvá vált (1563–70). E háború révén a Zsigmond Ágost állama elérte Észtország déli részét.

### Lublini unió

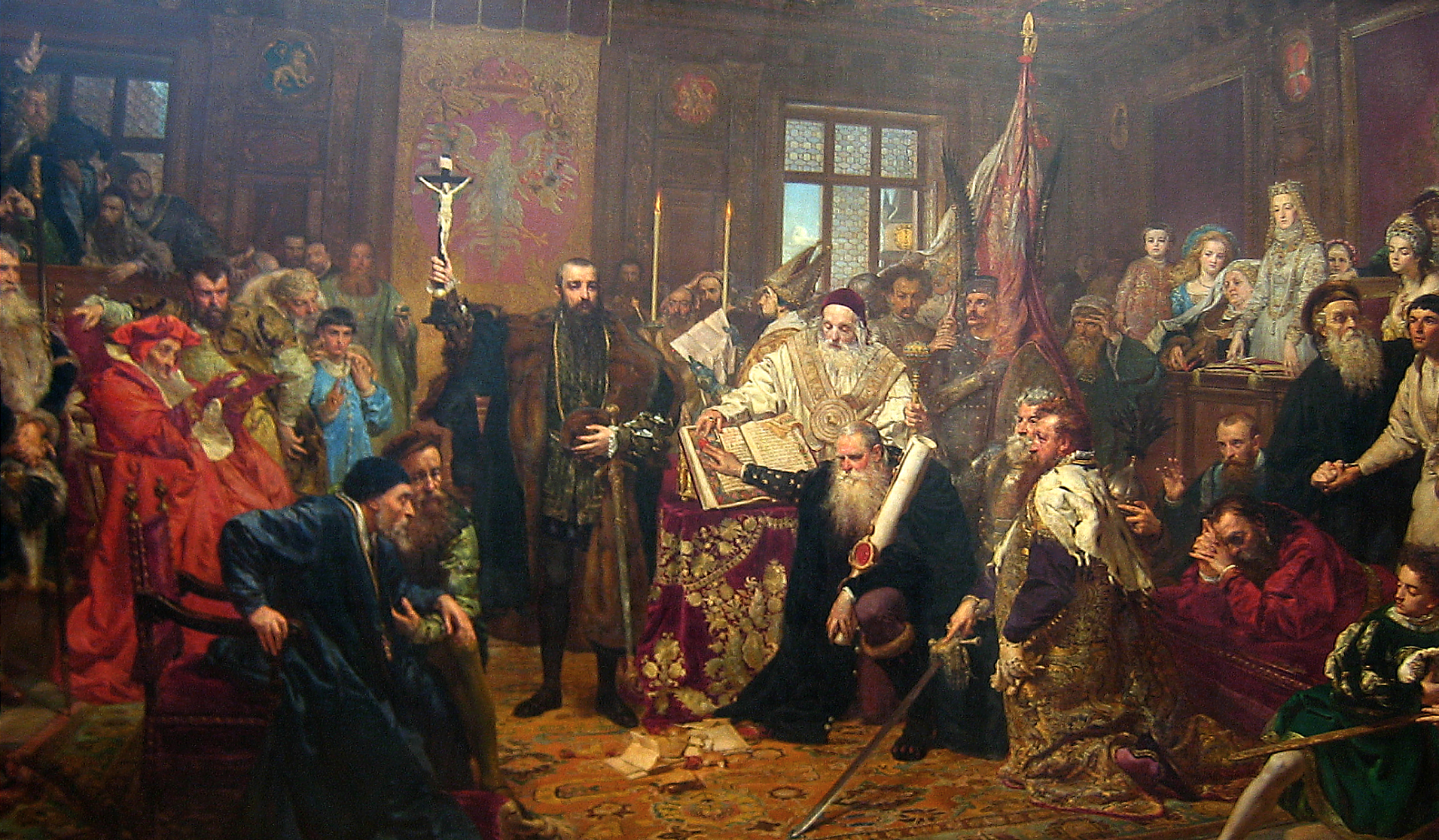
Lublini unió – Jan Matejko festménye

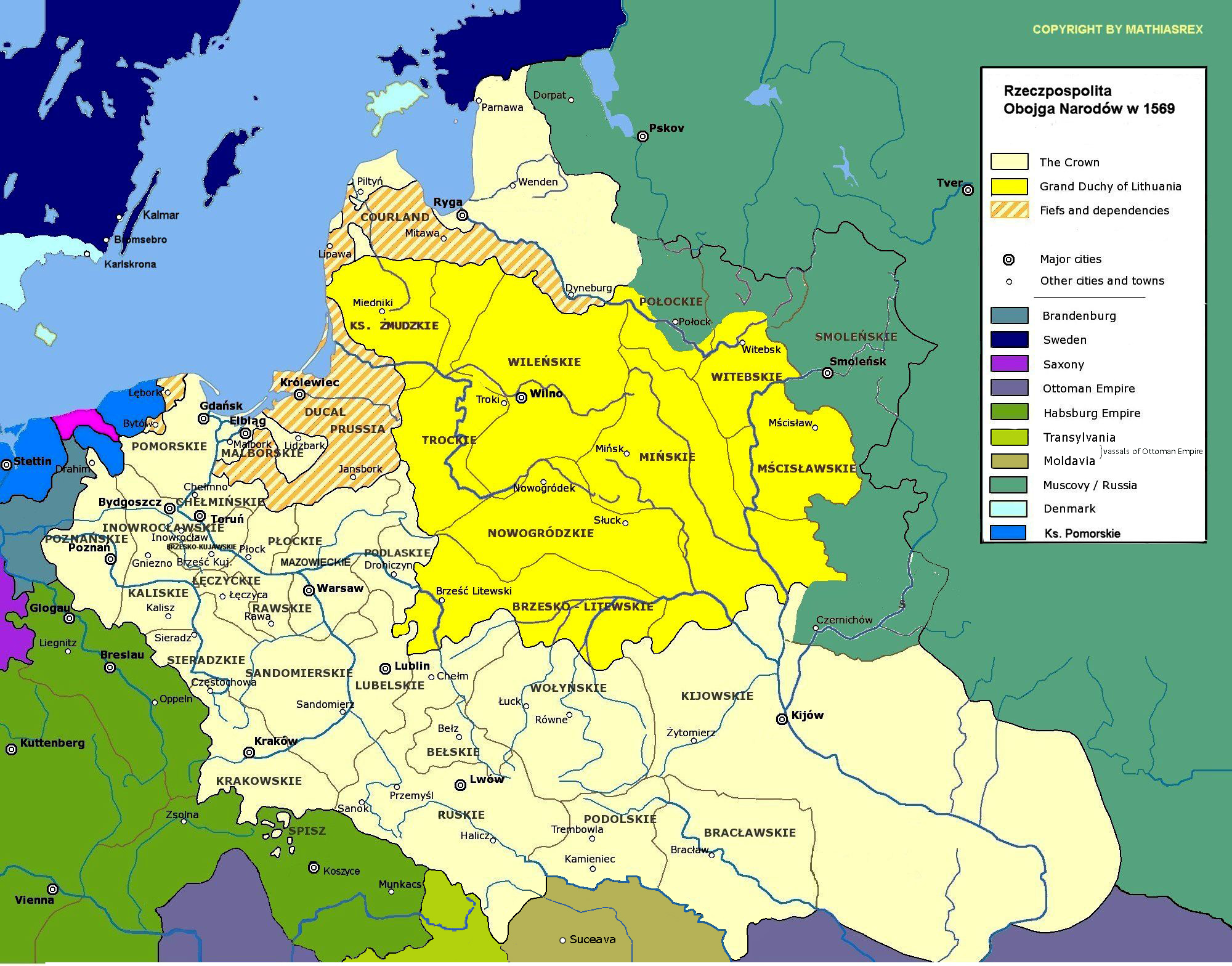
A Lengyel Köztársaság a lublini unió után, 1569 körül

A második, sokkal jelentősebb esemény, a lublini unió volt, amely főként annak a következménye volt, hogy Litvánia orosz fenyegetéstől tartott. Az uniót a lublini országgyűlésen (szejmen) 1569. július 1-jén írták alá. A létrejött állam neve: Két Nemzet Köztársasága (Rzeczpospolita Obojga Narodów), közös uralkodóval, parlamenttel (szejmmel), pénzegységgel, kül- és védelmi politikával, de külön hadseregekkel és központi hivatalokkal, saját nyelvekkel. A lengyel–litván államot I. Köztársaságnak is hívták (I Rzeczpospolita), arra utalva, hogy a lengyel–litván állam parlamentáris rendszerű és uralkodója választható. Azt az országrészt, amely a lublini unió előtt a Lengyel Királyságot alkotta, Koronának hívták.
Kiderült viszont, hogy sok litván nemes ellenezte az uniót, mert félt, hogy a lengyelek uralmuk alá hajtják őket. Hogy beleegyezésre kényszerítse őket, Zsigmond Ágost a Lengyel Királysághoz csatolta a Litván Nagyfejedelemség déli részét (Poleszje, Volhínia, Kijev).

## Az Első Lengyel Köztársaság

A lengyel–litván állam címere

A lublini unió szabályai szerint az Első Köztársaságban a nemesség választott királyokat. Az első választás 1573. május 20-án zajlott le és az első választott király Valois Henrik, IX. Károly francia király öccse lett. Az új király viszont már egy év után Franciaországba szökött, amikor megtudta, hogy a bátyja meghalt. Ott koronázták Franciaország királyává III. Henrik néven.
A következő királyt egy évvel később választották meg és az Báthory István erdélyi fejedelem lett (1575–86). Báthory megválasztásának ellenzői (a litván, krakkói, porosz nemesség) II. Miksa német-római császárt (és magyar királyt) támogatták, ami polgárháborúval fenyegetett. A legrosszabb helyzet Gdańskban volt – a királyi katonák egészen 1577-ig ostromolták a várost. Kihasználva a helyzetet, Oroszország megint bevonult Litvániába, amivel kitört az 1582-ig tartó livóniai háború.

### Vasa-ház

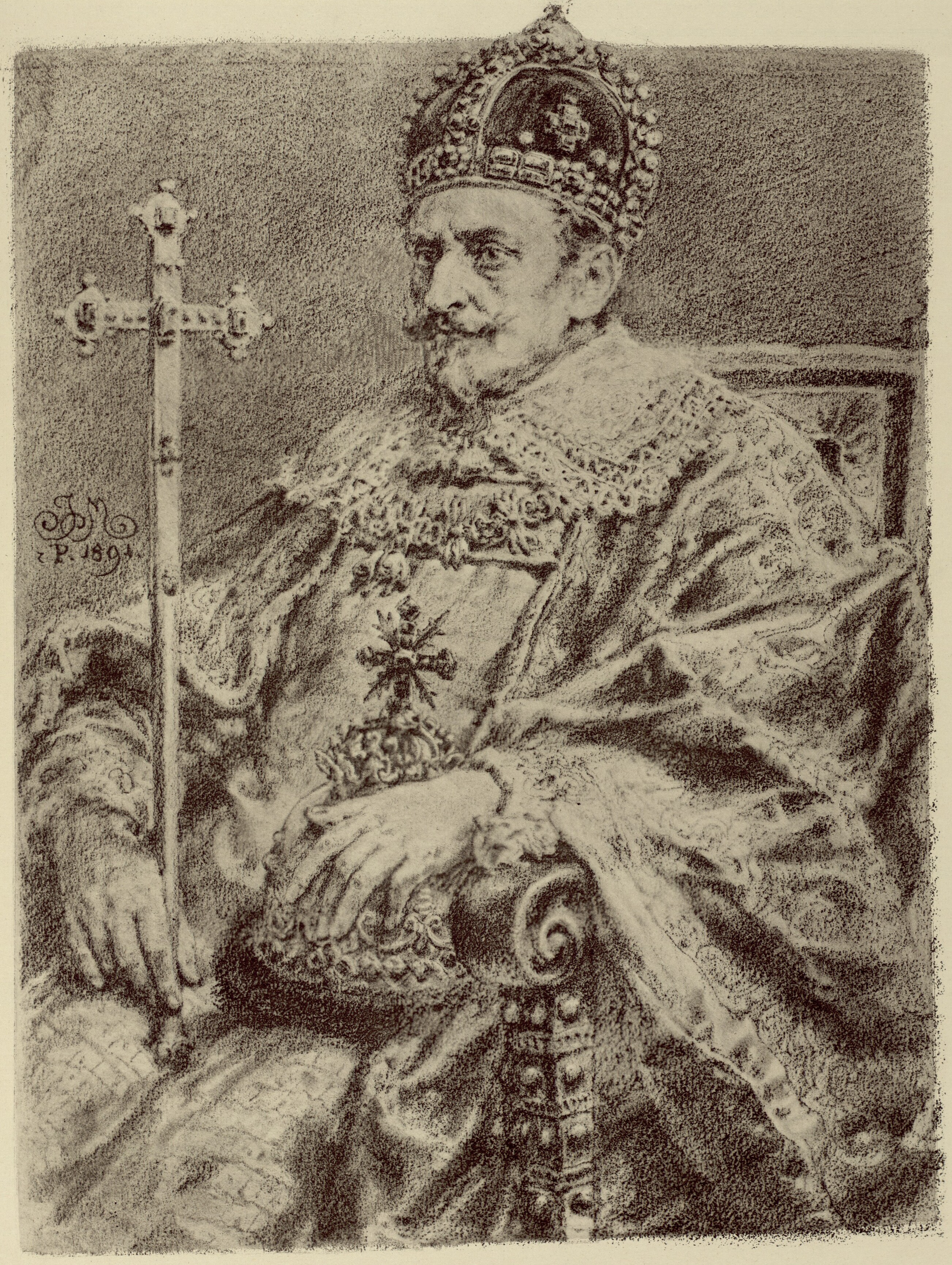
III. Vasa Zsigmond – a király, akinek az uralkodásakor Lengyelország elérte a legnagyobb kiterjedését

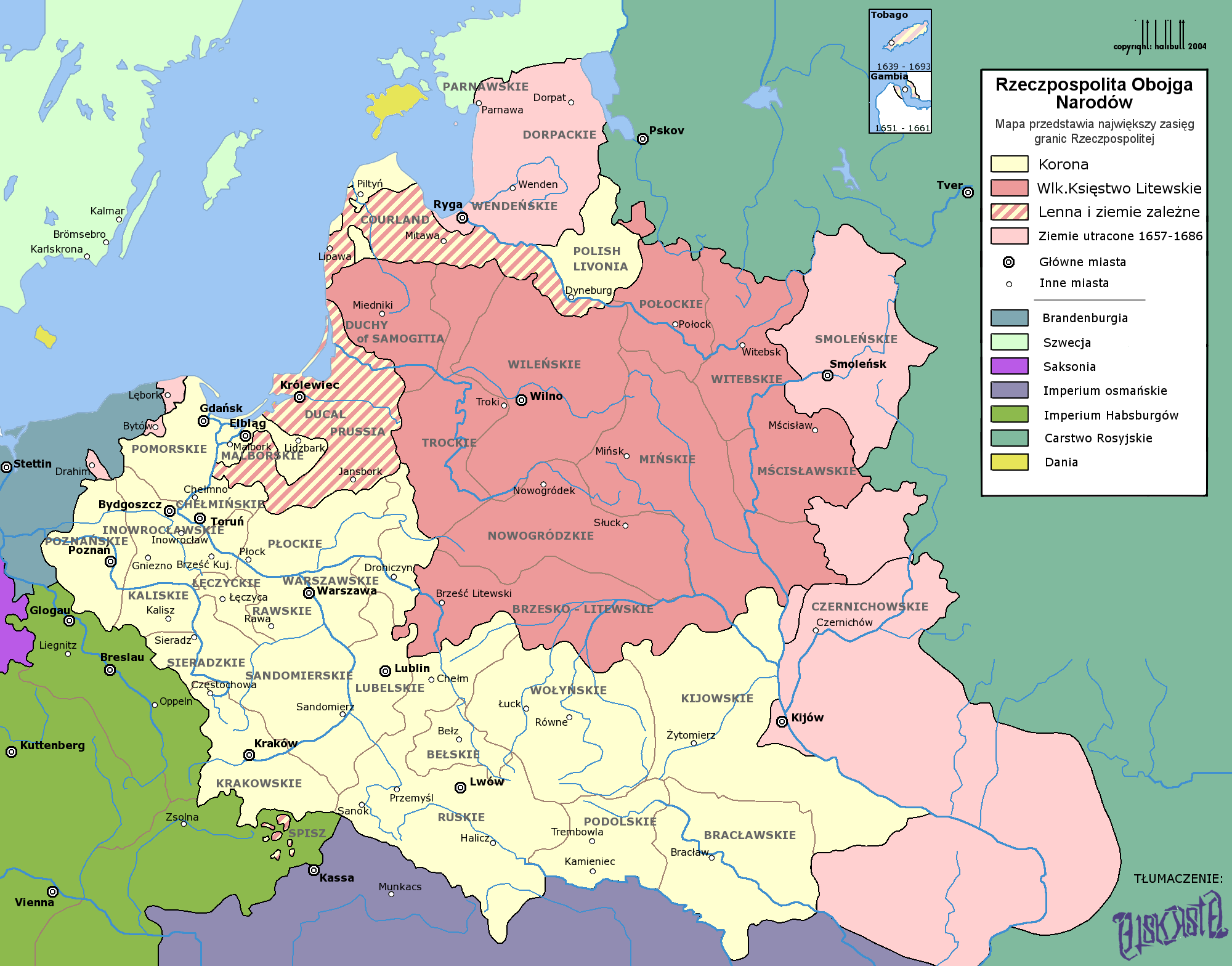
Az I. Köztársaság 1618-ban – a legnagyobb kiterjedése

1587 júniusában Vasa Zsigmond svéd herceget választották meg királynak (1587–1632). Megint összecsapások törtek ki Zsigmond és az ellenjelölt, III. Miksa osztrák főherceg szimpatizánsai között, ami ezúttal polgárháborúhoz is vezetett (1588 januárjáig). Annak ellenére, hogy Zsigmond a Habsburgok ellen harcolt a lengyel trónért, utóbb szövetségesük lett, mert buzgó katolikus volt. A buzgósága okozta, hogy amikor 1592-ben meghalt édesapja, III. János svéd király, és Zsigmond elfoglalta a svéd trónt, a lakosság a protestáns régenst, Károly södermanlandi herceget (Zsigmond nagybátyját) támogatta. 1599-ben a svéd parlament detronizálta Zsigmondot és Károlyt koronázta meg. Ez okozta az első lengyel–svéd háborút (1599–1606), amely ezúttal nem hozott hasznot senkinek, de megmutatta a lengyel huszárság erejét, amely a kircholmi csatában (1605) legyőzte a majdnem 4-szer nagyobb svéd hadsereget.
1605-ben Lengyelország beleavatkozott a bonyolult oroszországi helyzetbe, ahol Borisz Godunov cár halála után a trónt elfoglalta egy ember, aki IV. Iván orosz cár legfiatalabb fiának, Dmitrijnek, vallotta magát ("Ál-Dmitrij"). Azt állította, hogy csodálatos módon megmenekült a merényletből, amelyet 1591-ben követtek el ellene. Egy lengyel főúr segítségével meghódította Moszkvát, de rövid idő után őt és a lengyel katonákat is meggyilkolta a tömeg. IX. Károly svéd király kihasználta Lengyelország beavatkozását Oroszországban és háborút indított ellene (1608–18). Az új cár, Vaszilij Sujszkij Svédországgal lengyelellenes szövetséget kötött, ami lengyel–orosz háború kitöréséhez vezetett (1609–18). 1610-ben a lengyelek legyőzték az oroszokat a klusinói csatában, aminek eredményeképpen Vaszilij cár fogságba esett és az új cár a lengyel herceg, Vasa Ulászló lett, de már 1613-ban menekülnie kellett, mert elűzték a felkelők, akik Romanov Mihályt koronázták cárrá. Mindkét háború (Svédország és Oroszország ellen) 1618-ban fejeződött be – e révén Lengyelország elfoglalta Szmolenszket meg Csernyigovot és elérte történelmének legnagyobb kiterjedését (majdnem egymillió km²-t).
Mivel Zsigmond nem mondott le a svéd trónról, uralkodásakor még kétszer indult háború Svédország ellen (1621–26, 1626–29). Különösen az utolsó volt kedvezőtlen Lengyelországnak – a svédek elfoglalták a Visztula-öböli kikötőket (többiek között Elblągot, Pilavát, Klaipėdát) és Livóniát.
Zsigmond Törökország ellen is viselt háborút (1619–21), ennek eredményeként Lengyelország véglegesen elismerte a török fennhatóságot Moldva fölött, a lengyel–török határ viszont a Dnyeszter vonala maradt.
III. Zsigmond arról is ismert, hogy áthelyezte a fővárost Krakkóból Varsóba.
Zsigmond halála után fiát, Ulászlót (1632–48) választották királlyá. Uralkodása békés volt – az 1632–34-es éveket leszámítva, amikor háborúzott Oroszország ellen, aminek eredményeképpen IV. Ulászló véglegesen lemondott a cári koronára való jogáról. Ulászló még mindig akart harcolni a svéd trónért, de az ötlet nem hozott támogatást se Lengyelországban, se Svédországban. A felek csak szerződést kötöttek, aminek értelmében a svédek visszavonultak a Visztula-öböli kikötőkből. Az 1635–48 közötti évek olyan békés időszakot hoztak, ami ilyen nagy állam esetében elég ritka volt a kora újkorban.

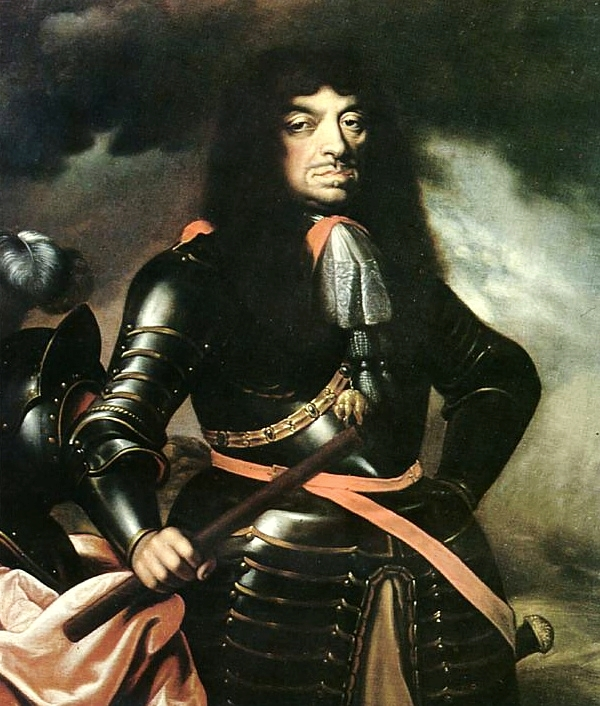
II. János Kázmér

IV. Ulászló halála után mostohatestvére, János Kázmér lett a király (1648–68). Ulászló uralkodásával ellentétben János Kázméré a legrosszabb időszak volt Lengyelország történelmében a 14. század elejétől számítva. Alig néhány héttel IV. Ulászló halála előtt az ukrajnai kozákok, tiltakozva nehéz életkörülményeik ellen, felkelést szítottak Bohdan Hmelnickij vezetése alatt. A lengyel hadsereg, amely eddig tétlen volt a tizenhárom éves béke miatt, az első csatákban súlyos vereségeket szenvedett. Az első győzelmet csak 1651-ben aratta és ettől fogva elkezdett nyerni, mire a veszélyeztetett Hmelnickij átadta az egész bal parti (a Dnyeper bal partján fekvő) Ukrajnát orosz fennhatóság alá (1654 – perejaszlavi szerződés). Ennek eredményeképpen Oroszország hadat üzent Lengyelországnak, a szerződés határozatainak megfelelően.
A helyzetet kihasználta X. Károly Gusztáv svéd király, aki 1655 júliusában északról megtámadta Lengyelországot. Gyorsan elfoglalta az egész államot (októberben elérte Krakkót), János Kázmér királynak Sziléziába kellett menekülnie. A villámgyors svéd támadást az utókor egy síkságot elárasztó folyóhoz hasonlította, ezért ezt a háborút „özönvíz”-nek hívják. Litvániában a litván hadsereg főparancsnoka, Janusz Radziwiłł felmondta a lublini uniót és átadta az országot Károly Gusztávnak. A svéd előretörés megállt az év végén, amikor el kellett vonulniuk az ostromolt Jasna Góra-i kolostor alól – ezzel egyidejűleg elkezdődtek a svédellenes felkelések és 1656 februárjában visszatért Lengyelországba János Kázmér. X. Károly Gusztáv tisztában volt azzal, hogy önállóan nem tudja megtartani a lengyel hódításokat, ezért elkezdett tárgyalni Bohdan Hmelnickijjel, II. Rákóczi György erdélyi fejedelemmel, Bogusław Radziwiłłel (Janusz Radziwiłł unokatestvérével és vejével) és Frigyes Vilmos porosz–brandenburgi választófejedelemmel: a radnóti egyezményben közösen megtervezték Lengyelország felosztását. A tervek elbuktak, mert Bogusław Radziwiłł már nem számított jelentős tényezőnek a háborúban, a lengyelek tatár segítséggel legyőzték Rákóczit, Hmelnickij pedig 1657-ben meghalt. Frigyes Vilmost viszont a lengyelek megnyerték a bydgoszczi szerződéssel, amelyben lemondtak a Porosz Hercegség fölötti hűbéri fennhatóságtól, ennek révén Poroszország független, Brandenburggal perszonálunióban összekötött állammá lett.
1658-ban a lengyelek a kozákokat is próbálták hasonlóan lekenyerezni – az ún. hadjacsi unióban kilátásba helyezték, hogy Ukrajna lesz az Első Köztársaság harmadik része (a „Koronával” és Litvániával együtt). Ezt Oroszország casus bellinek vette (1656-tól fegyverszünet volt érvényben) és megint megtámadta Lengyelországot. De 1660-ban a svédek aláírták az olivai békét: befejeződött a svéd „özönvíz, a lengyelek elvesztették Livónia nagyobb részét, János Kázmérnak pedig le kellett mondania a svéd koronára formált igényéről. A lengyelek csak ekkortól tudták figyelmüket az Oroszország elleni háborúra összpontosítani, amely 1667-ben fejeződött be – a lengyelek elvesztették Szmolenszket és az egész bal parti Ukrajnát.
További katasztrófa volt egy nemesi, az ún. Lubomirski-lázadás (1666), amelyben a nemesség egy része tiltakozott a király tervei ellen, aki még az uralkodása alatt utódjává Nagy Condé fiát akarta megkoronáztatni. A lázadás közben Jerzy Lubomirski hadserege lemészárolta a királyi katonákat, akikre viszont igen nagy szükség lett volna az orosz–lengyel háborúban, amelynek sikeres kimenetele így már lehetetlenné vált. János Kázmér királynak le kellett tennie az utódja választására vonatkozó terveiről.
Az 1648–67 közötti évek nagyon megviselték a Köztársaságot. A népesség száma kb. 30%-kal csökkent. A megtört király 1668 szeptemberében lemondott a trónról és Franciaországba távozott.

### Michał Korybut Wiśniowiecki és Sobieski János

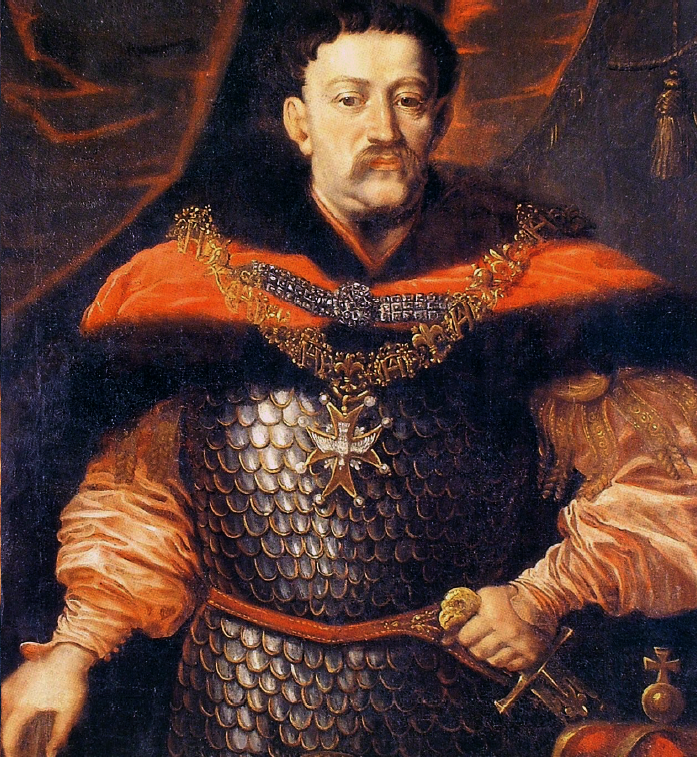
Sobieski János

II. János Kázmér lemondása után – a Hmelnickij elleni harcokban parancsoló főurak egyikének, Jeremi Wiśniowiecki hercegnek a fiát, Wiśniowiecki Mihályt (1669–73) választották királlyá. Mihály uralkodását két „párt”, a „francia” és a „lengyel” közötti összeütközés jellemzi, amely majdnem polgárháborúvá fajult. A helyzetet kihasználta Törökország és dél felől megtámadta Lengyelországot. A belső viták nagyon megnehezítették Sobieski János hetman tevékenységét a törökök ellen. 1672-ben Lengyelország a bucsacsi szerződés megkötésére kényszerült, amelyben átengedte Törökországnak Podóliát és a jobbparti Ukrajna egy részét, sőt évi hűbéradó (úgynevezett harács) fizetésére is kötelezte magát. A Szejm nem ratifikálta a békét és pénzt adott Sobieskinak, e révén a hetman legyőzhette a törököket a chocimi csatában (1673 novembere).
Mivel egy nappal a chocimi csata után Mihály király meghalt, fél évvel később lezajlott a választás, amelyen Sobieski Jánost választották meg királlyá (1673–96). III. János révén Lengyelország a zsuravnói szerződésben visszaszerezte az 1672-ben elvesztett területek nagy részét és rákényszerítette a törököket, hogy lemondjanak a harácsról (1676).
III. János – főleg a Porosz Hercegség visszaszerzése érdekében – szövetséget próbált kötni Franciaországgal. XIV. Lajos azonban megváltoztatta politikai céljait és elvesztette érdeklődését a Lengyelországgal való kapcsolat iránt, azért az elkedvetlenedett lengyel király a Habsburgokkal kötött szövetséget. Ennek keretében személyesen vezette a hadsereget a törökök által ostromolt Bécs felmentésére és 1683. szeptember 12-én legyőzte őket a kahlenbergi csatában (bécsi felmentés). Az Oszmán Birodalom elleni háború egészen 1699-ig folytatódott, amikor – már III. János halála után – a törökök aláírták a karlócai békét a Szent Ligával (Lengyelország, Ausztria, Velencei Köztársaság, pápai állam). Lengyelország visszaszerezte az 1672-ben elvesztett területeit és többé már nem harcolt a török ellen.
III. János, hogy megszerezze az orosz támogatást a törökországi háborúban, végső békét kötött Moszkvában (1686), amely megerősítette az 1667. évi fegyverszünet határozatait (Lengyelország hivatalosan lemondott Szmolenszkről, Kijevről és Kelet-Ukrajnáról). Lengyelország számára, akkori európai helyzetében a béke feltételei túl nagy engedmények voltak, ezért a lengyel követet meggyanúsították, hogy az oroszok megvesztegették, a Szejm pedig egészen 1764-ig nem ratifikálta a békét.

### Szász királyok

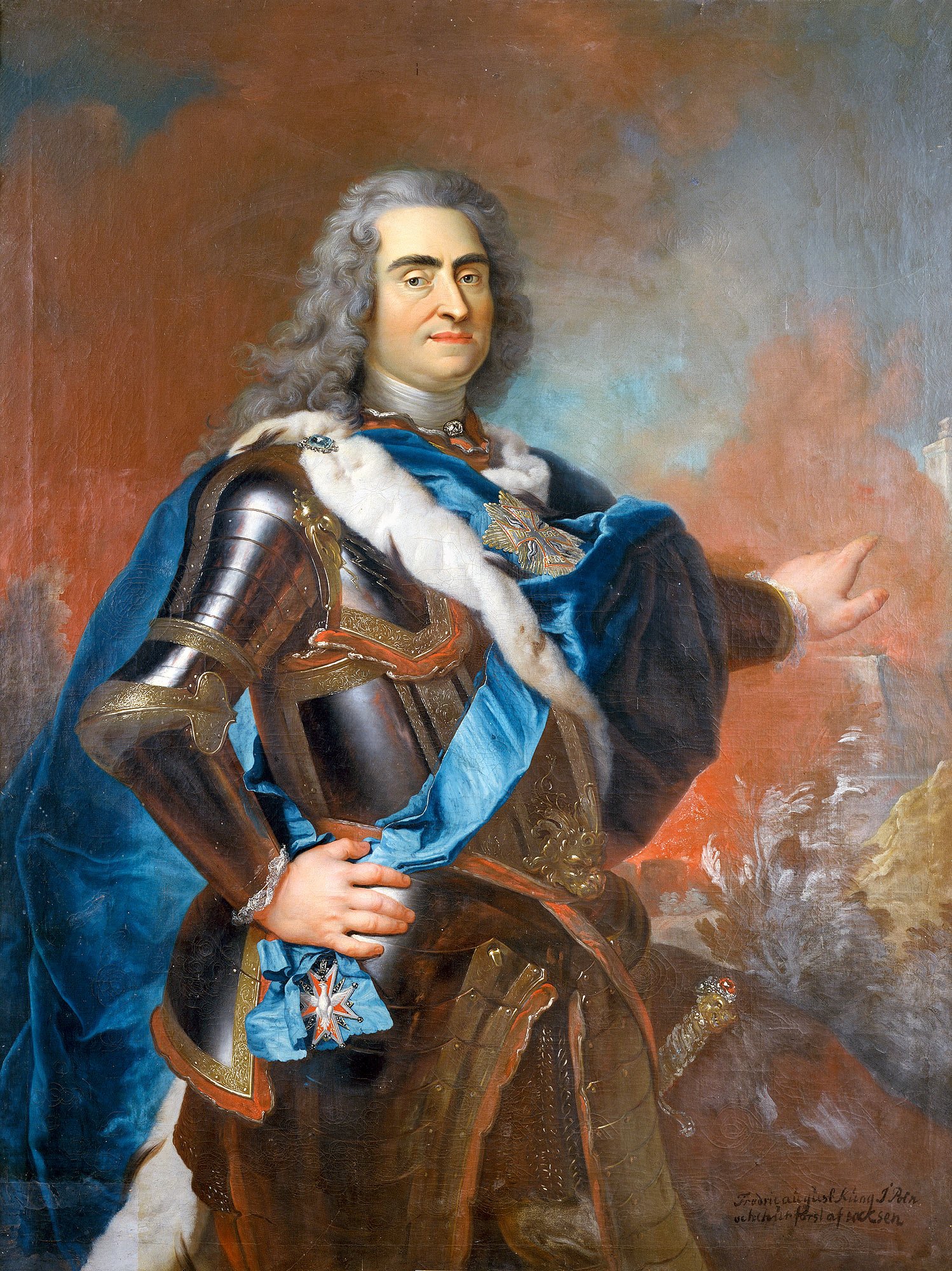
II. Ágost

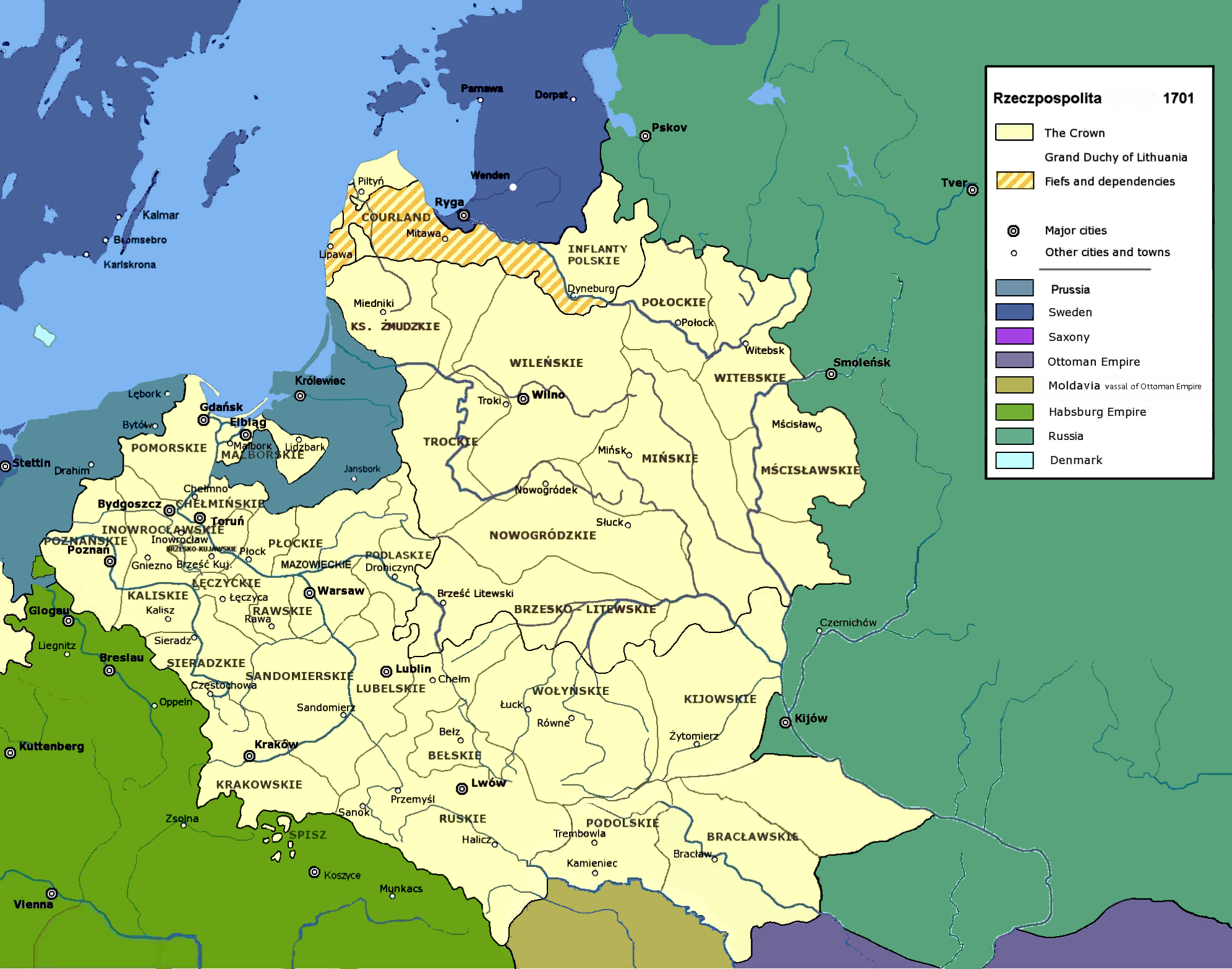
I. Köztársaság 1700-ban

III. János halála után Wettin Frigyes Ágostot választották királlyá (1697–1704, 1709–33). Az új király, aki a II. Ágost nevet vette fel, szövetséget kötött I. Péter orosz cárral Svédország ellen, amivel belekeverte Lengyelországot a Nagy Északi Háborúba (1700–1721). A 18. század első évtizedében a helyzet Lengyelországban egyre rosszabbá vált: a II. János Kázmér korában (a Német Császárságon kívül) minden szomszéd ellen vezetett háborúk a nemességben vallási intoleranciát (a szomszédok más felekezetűek voltak, nem katolikusok) és idegengyűlöletet alakítottak ki, sőt zátonyra futott a nemesi demokrácia rendszere is, mivel kialakult a liberum veto intézménye, amely lehetővé tette, hogy egyetlen képviselő megszakítsa a szejm ülését és érvénytelenítsen minden ott hozott határozatot. Ezek a tünetek a szász korban egyre láthatóbbá váltak – különösen a liberum veto, amely hamarosan lehetetlenné tette bármilyen törvény megszavazását. Ráadásul II. Ágost elhanyagolta Lengyelországot hazája, Szászország javára – és amikor a szomszédos Poroszországban, Svédországban és Oroszországban az uralkodók megerősítették a hatalmukat, megreformálták a hadseregüket, Lengyelországban a hatalom és a hadsereg épp meggyengült. Végeredményben Lengyelország csak harctér lett az északi háborúban – a svéd és orosz hadseregek vonultak oda és vissza az országon keresztül mint a sajátjukon, tönkretéve és kizsákmányolva azt. Amikor 1704 januárjában a svédek elfoglalták Lengyelország nagyobb részét, száműzték Ágostot és kreáltak egy új királyt, az ifjú poznańi vajda, Stanisław Leszczyński személyében. Amikor viszont 1709 júliusában az oroszok legyőzték a svédeket a poltavai csatában, II. Ágost visszatért a lengyel trónra és egészen haláláig uralkodott (1733).
II. Ágost halála után kitört Lengyelországban az örökösödési háború. Visszatért Stanisław Leszczyński, akit 1709-ben száműztek, és a nemesség őt választotta meg királlyá (1733 szeptembere). Hamarosan azonban az oroszok elfoglalták Varsót és rákényszerítették a nemeseket, hogy II. Ágost fiát, III. Ágostot válasszák meg (1733–63). Az örökösödési háború csak 1736-ban fejeződött be, amikor Leszczyński hivatalosan lemondott a koronától.
A szász királyok uralkodása alatt Lengyelország egyre nagyobb mértékben vált függővé Oroszországtól, a főurak családjai egyre inkább visszaéltek hatalmukkal. 1736-tól Lengyelország hivatalosan nem viselt semmilyen háborút, de az idegen hadseregek oda-vissza vonulgattak az országon keresztül (pl. a hétéves háborúban), ami elpusztította azt. A lengyel hadsereg kisebb volt, mint némely nagy főúri család magánhadserege. III. Ágost korában a liberum veto véglegesen tönkretette a politikai rendszert Lengyelországban, nem engedve megszavazni semmilyen törvényt a Szejmben.

### II. Szaniszló Ágost. Lengyelország felosztásai

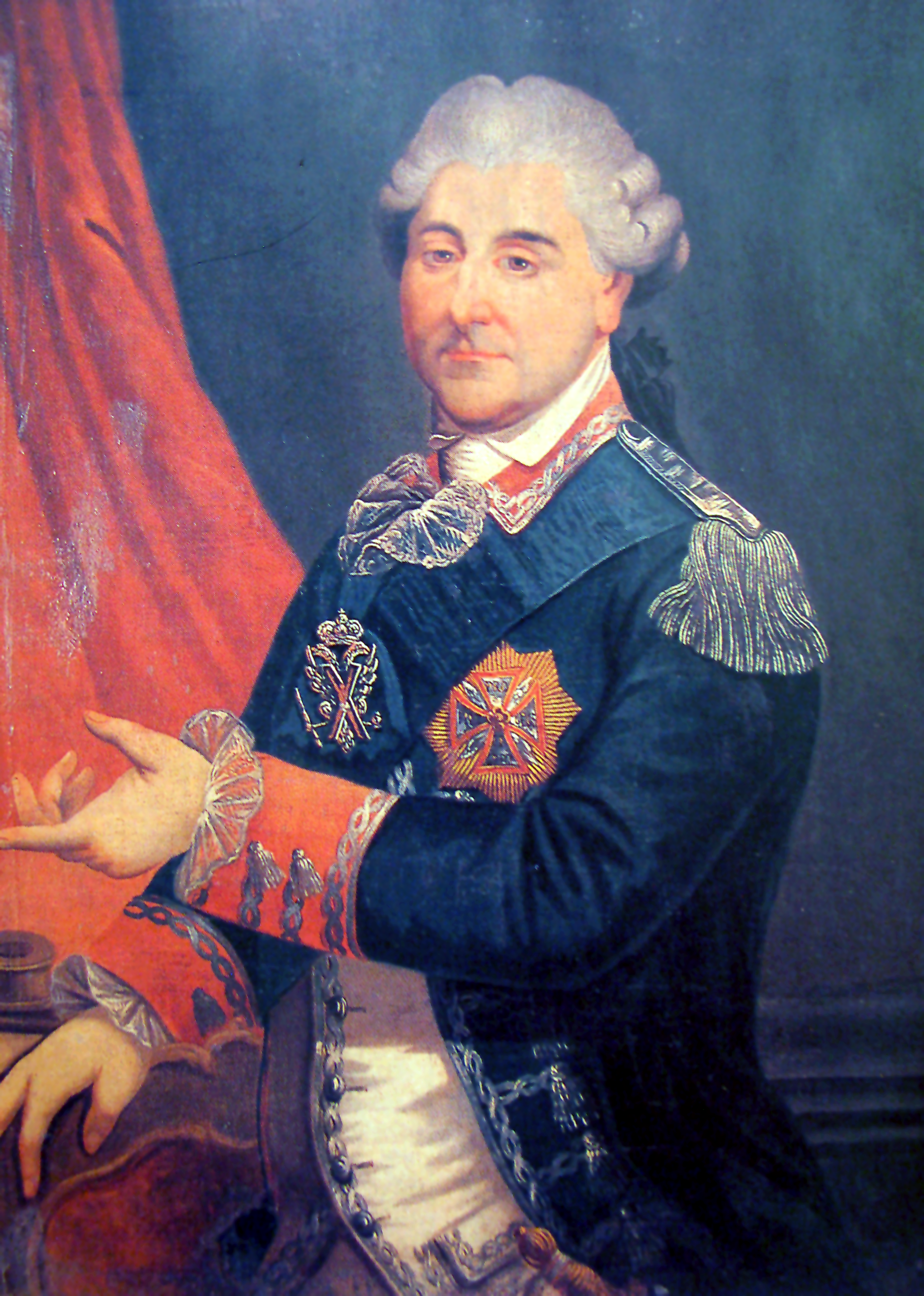
II. Szaniszló Ágost

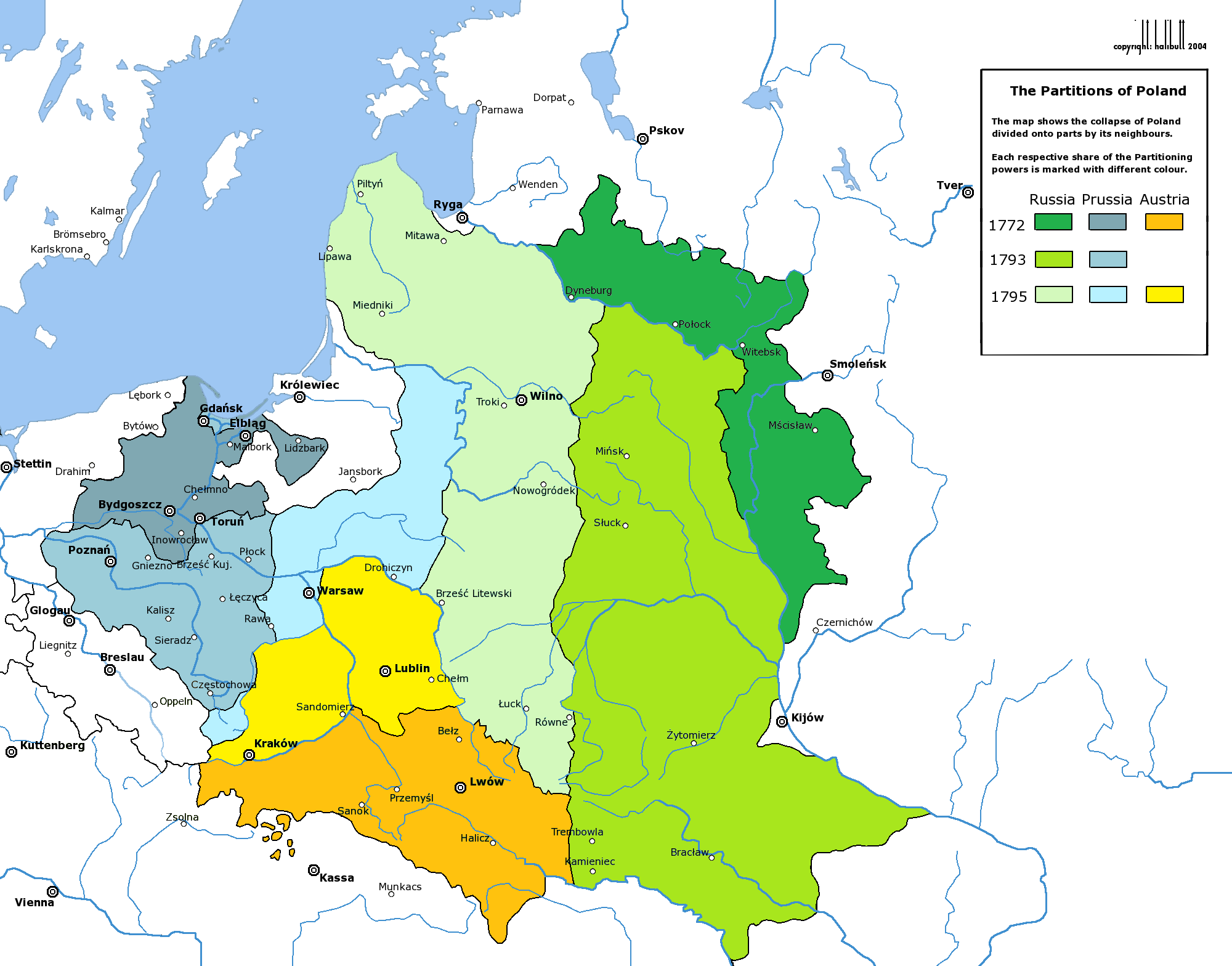
Lengyelország felosztásai

1764-ben orosz és porosz nyomásra egy litván nemes, Stanisław Poniatowski lett a király (1764–95) és a Szaniszló Ágost nevet vette fel. Hamarosan a köznemességnek az a része, amely az Oroszországtól való függőség ellen tiltakozott, felkelést szervezett, az ún. bari konföderációt (1768–72). A felkelés elbukott és Lengyelország szomszédai jó ürügynek tekintették, hogy elvegyék Lengyelországtól területének egy részét (Lengyelország első felosztása – 1772. augusztus 5.). Ettől fogva Lengyelország gyakorlatilag orosz protektorátus lett, ahol a tényleges hatalom az orosz nagykövet kezében összpontosult.
Idővel II. Katalin orosz cárnő egyre erősebben hitt abban, hogy az orosz hatalom Lengyelországban már elég erős, ezért 1787-ben kivonta Lengyelországból a hadseregét, amelyet a Törökország és Svédország elleni háborúkban akart használni. Enyhítette a lengyelek elnyomását is, mivel szükség volt támogatásukra a háborúkban. 1787-ben ezért összeülhetett a Szejm, ahol a reformbarátok fölényben voltak. A reformisták segítségével a nagy szejm megalkotta az első kartális alkotmányt Európában (1791. május 3.), amely bevezette az alkotmányos monarchia rendszerét és a hatalmi ágak szétválasztását (törvényhozó, végrehajtó és igazságszolgáltató hatalom), megnövelte a polgárok jogait, felszámolta a liberum veto intézményét.
II. Katalin megriadt a lengyelországi helyzettől, ami a konzervatív nemesség lázadásához vezetett (ún. targowicai konföderáció), és bevonultatta az orosz hadsereget Lengyelországba. Egy rövid háború után felfüggesztették a Május 3-i Alkotmányt és az országot a cári hadsereg foglalta el. Poroszország és Oroszország további területeket vett el Lengyelországtól (Lengyelország második felosztása – 1793. január 23.).
A második felosztás felkeléshez vezetett, amelyet Tadeusz Kościuszko irányított (1794). Ennek elfojtása után Ausztria, Poroszország és Oroszország arra a döntésre jutott, hogy az Első Köztársaságot fel kell számolni (Lengyelország harmadik felosztása, 1795. október 24.). Lengyelország ezzel több mint egy évszázadra elvesztette önálló államiságát.

## Lengyelország felosztásától az első világháborúig

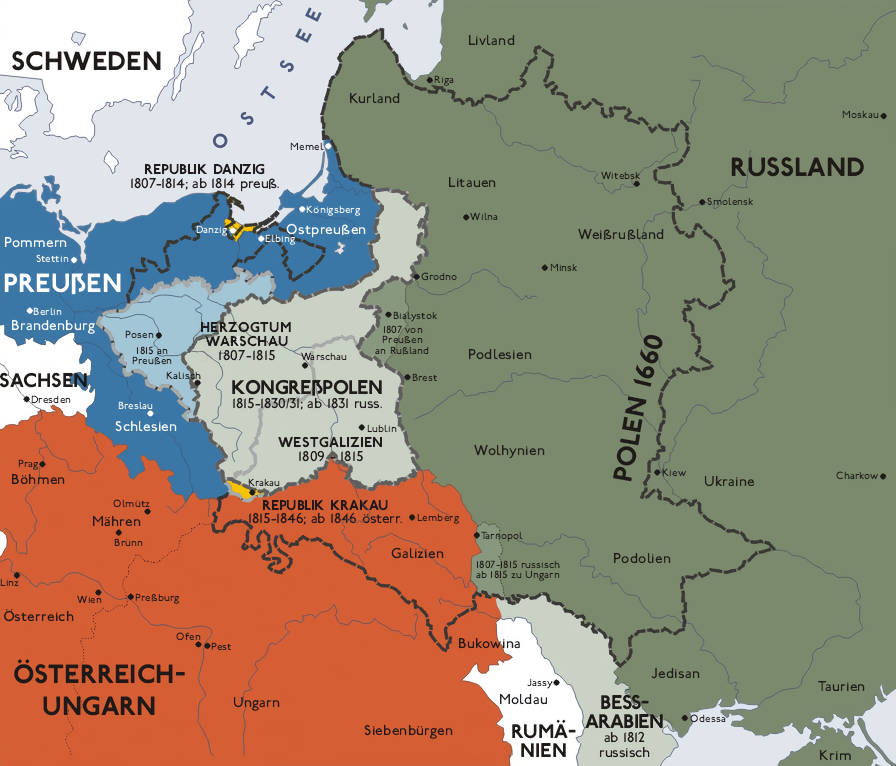
Lengyelország 1815 után

A harmadik felosztás után Poroszország elfoglalta Nagy-Lengyelországot, Pomerániát, Podlasiét és Mazóvia részét Varsóval, Habsburgok – Kis-Lengyelországot és Mazóvia további részét, Oroszország – a keleti területet Kurzemétől Ukrajnáig.
A remény a lengyel állam újjászületésére a napóleoni háborúk idején csillant fel, sőt 1801-ben a kezdetben liberális I. Sándor lett az orosz cár. Amikor 1807-ben Napóleon legyőzte Oroszországot, Sándorral együtt döntött a Varsói Hercegség létrehozásáról, amely Napóleon szövetségese lett. A nagyherceg I. Frigyes Ágost szász király lett, az utolsó előtti király, III. Ágost, unokája volt. Kezdetben a Hercegség csak abból a területből állt, amelyet Poroszország foglalt el a 2. és 3. felosztáskor, de amikor Franciaország legyőzte Ausztriát az 1809. évi háborúban, hozzácsatolta azokat is, amelyek 3. felosztáskor Ausztriához kerülték. A Varsói Hercegséget 1813-ban Napóleon lipcsei veresége után felszámolták .
A bécsi kongresszuson (1815) a hercegség helyén (de Nagy-Lengyelország és Krakkó nélkül) autonóm királyság (Królestwo Kongresowe, Kongresszusi Királyság) jött létre, melynek uralkodója az orosz cár lett, ezáltal az ország perszonálunióba került Oroszországgal. I. Sándor és I. Miklós orosz cárok egyben lengyel királyok is voltak. Krakkó és környéke 1846-ig független, semleges terület volt (Krakkói Köztársaság), a többi osztrák terület Galícia és Lodoméria Királyság néven létezett. A porosz területek pedig 1848-ig Poseni Nagyhercegség (Wielkie Księstwo Poznańskie) néven, azután Porosz Királyság integrális részévé lettek.

### Oroszország által megszállt területek – a Kongresszusi Lengyelország
Annak ellenére, hogy Lengyel Királyságnak elvben autonómiája volt, a cárok nem tartották tiszteletben azt és erővel az orosz rendszert vezették be. Ez a (novemberinek hívott, 1830–31) felkeléshez vezetett és az orosz–lengyel háborút a lengyelek, kezdeti sikereik ellenére, elvesztették. Ebben a háborúban a kimagasló parancsnokok egyike Bem József volt. A vereséget megtorlás követte a Királyságban, többek közt a statárium bevezetésével, az alkotmány és a lengyel egyetemi oktatás felszámolásával, a szejm feloszlatásával, a közigazgatás russzifikálásával. A lengyel katonaságot az oroszhoz csatolták.
A krími háború után a megtorlások enyhültek, ami a lengyeleket a következő felkelés szervezésére ösztönözte (januári felkelés, 1863–64). A harcok gerilla jellegűek voltak, mivel az orosz hadsereg annyira erős volt, hogy a felkelők nem tudták nyílt összecsapásokban felvenni vele a harcot. A felkelés leverése után az oroszok sok ezer embert öltek meg, tízezreket száműztek Szibériába. A cári kormányzat elkezdte erősen eloroszosítani a lengyel társadalmat, aminek a célja az volt, hogy a Királyság hasonlítson az Orosz Birodalom más tartományaihoz. 1867-ben felszámolták a Királyság autonómiájának maradékát; ettől fogva az országrészt Visztula menti határterületnek (lengyelül: Kraj Nadwiślański) hívták. Elkoboztak több száz nemesi birtokot – árverésen eladták vagy orosz katonatiszteknek adományozták.
Az 1905. évi forradalom után az orosz kormány enyhítette a lengyelek elnyomását. A lengyelek részt vehettek a dumai választásokon (Duma – a parlament, amelyet II. Miklós orosz cár hozott létre a forradalom után). Az oroszok számos politikai pártot engedélyeztek, enyhítették a ruszifikálást. A lengyeleknek lehetőségük nyílt saját intézmények alapítására (szövetkezeti mozgalom, az oktatással összekapcsolt szervezetek stb.), a lengyel nyelv községi hivatalokban való használatára.

### Ausztria által megszállt területek – Galícia
A Lengyelországtól elvett területekből Ausztria létrehozta Galícia és Lodoméria királyságot, Krakkóból és környékéből – a Krakkói Köztársaságot. Jelentős mértékben független államocska volt, Poroszország, Oroszország és Ausztria pártfogása alatt. Mivel ezek az államok egyre erősebben kihasználták e pártfogást, hogy beavatkozzanak a Köztársaság életébe, Krakkó elégedetlen polgárai sikertelen felkelést szerveztek (1846), amely következtében a pártfogó államok felszámolták a Köztársaságot.
1867-ben az osztrák kormány szerződést kötött Magyarországgal (kiegyezés), ami után további tagországok is kaptak autonómiát – Galíciát is beszámítva. Létrejött többek között a galíciai parlament és kormány, az iskolákba, hivatalokba és az igazságszolgáltatásba újra bevezették a lengyel nyelv használatát, a központi kormányban egy különleges miniszter volt (mindig lengyel), akinek joga volt véleményezni a Galíciát illető határozatok terveit. Galícia autonómiája adta a lengyeleknek a legkedvezőbb fejlődési feltételeket a függetlenség elvesztése óta. Szabadabban éltek, mint más megszállt területeken, fejlődhetett a lengyel oktatás, tudomány és kultúra. Számos lengyel politikai szervezet is létrejött.

### Poroszország által megszállt területek
1848-ig a Poroszország által megszállt területek a Poseni Nagyhercegséget alkották, ahol 1831-ig a lengyeleknek korlátozott autonómiájuk volt (a levert novemberi felkelés után). 1848-ban a Népek Tavasza keretében felkelések törtek ki, amelyek közül a lengyel földön végbe menteket a legjelentősebbeknek ismerik el. A Népek Tavasza után a poroszok felszámolták a Poseni Nagyhercegséget. Németország egyesülése és Otto von Bismarck kancellárrá válása után azonban, a lengyel területeken a hatalom által irányított, a lengyel egyház és a lengyel nyelvű oktatás ellen irányuló elnémetesítő politika felerősödött. 1872 és 74 között a lengyel nyelvet majdnem teljesen eltávolították az iskolákból, elbocsátották a lengyel tanárokat és állásukban németeket alkalmaztak. 1876-ban a lengyel nyelvet az igazságszolgáltatásból és a hivatalokból is száműzték. 1885-ben a porosz kormány intézkedéseket hozott, amelyek arra kényszerítettek minden nem porosz állampolgárságú lengyelt, hogy hagyja el a keleti tartományt.

### Az első világháború és a függetlenség visszaszerzése
Az első világháború kitörése után a megszálló államok – céljaik érdekében – a lengyelek támogatásának megszerzésére törekedtek. Lengyel hadosztályokat szerveztek és széles autonómiát ígértek. 1915 végéig Ausztria és Németország kiűzték az oroszokat a lengyel földekről és egészen Litvániáig, Lettországig,  Fehéroroszországig és a Nyugat-Ukrajnáig megszállták a területet. 1916-ban II.Vilmos és I. Ferenc József császárok kiáltványt tettek közzé, az ún. november 5-ei okmányt, amelynek értelmében az Oroszországtól elvett területekből Lengyel Királyság alakulna meg – független állam, örökletes alkotmányos monarchia. Az okmányban nem volt szó határokról, hadseregről és külpolitikáról. Ennek az okmánynak a következménye az ún. Ideiglenes Államtanács megalakulása volt, amelyet 1917-ben váltottak fel a háromtagú régensi tanáccsal. Ez kormányozta a régi lengyel királyság központi hatalmak által megszállt részét. Decemberben megalakult az első lengyel kormány is. Azonnal elkezdődött a lengyel nyelvű oktatás, az igazságszolgáltatás és a közigazgatás szervezése, ami nagyban segített, amikor Lengyelország valóban visszaszerezte a függetlenségét.
Az Ideiglenes Államtanács tagjai között volt Józef Piłsudski is – a lengyel katonai erők egyik alapítója, aki ifjúkorától kezdve harcolt a lengyel függetlenségért. A Piłsudski által létrehozott katonai alakulatok kezdetben a központi hatalmak hadseregeiben harcoltak, de később Piłsudski, aki előre látta a vereségüket a háborúban, függetleníteni akarta tőlük a lengyel erőket (megtagadta a katonai eskü letételét és ugyanerre szólította fel a katonákat is). A német és az osztrák kormányok megtorlásként az esküt megtagadó katonákat vagy besoroztatták az osztrák hadseregbe és az olasz frontra küldték, vagy internálótáborokba záratták. Magát Piłsudskit a magdeburgi erődbe vetették, emiatt óriási népszerűséget szerzett a lengyel társadalomban.
Az októberi forradalom után Oroszország kilépett a háborúból, megkötve a békét a központi hatalmakkal (breszt-litovszki békeszerződés, 1918 márciusa). A központi hatalmak helyzete a déli és a nyugati fronton viszont nagyon rossz volt, ami belső zavargásokhoz vezetett. Októberben felbomlott a Habsburg-monarchia, Németországban lemondott II. Vilmos császár. 1918. november 7-én (Lublinban) létrejött a Lengyel Köztársaság első ideiglenes kormánya. November 11-én a Kormányzó Tanács átadta Józef Piłsudskinak a katonai erők feletti főparancsnokságot, november 14-én pedig – az egész polgári hatalmat is. A Kormányzó Tanács feloszlott, november 29-én Piłsudski lett az Ideiglenes Állam vezetője. 123 év után ismét létrejött a független Lengyelország; a függetlenség visszaszerzésének időpontjának 1918. november 11-ét tartják.

## A két világháború között

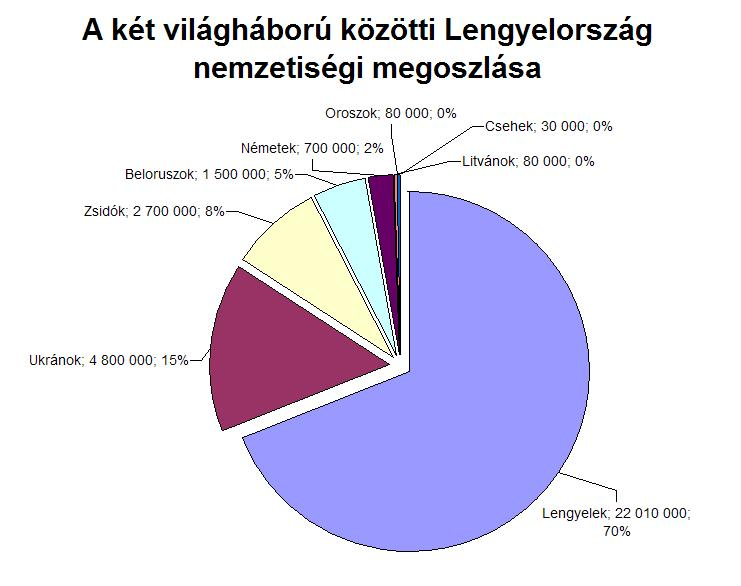

Második Lengyel Köztársaság (1939)

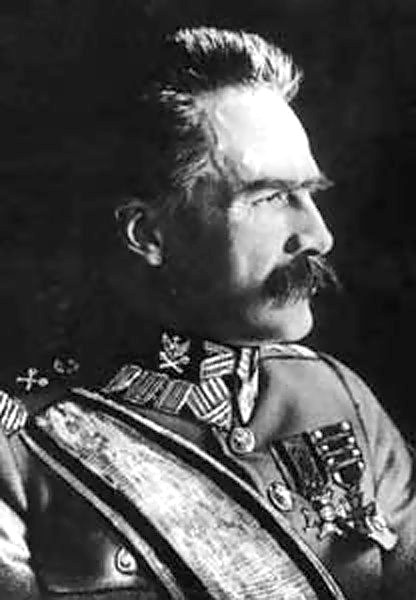
Józef Piłsudski marsall (kb. 1930)

Az újjászületett állam határai meg nem voltak meghatározva – a lengyeleknek harcolniuk kellett azokért. 1918–21 között Lengyelország a következő határháborúkat viselte:
- Ukrajna ellen (1918 novembere–1919 júliusa) – Lengyelország megszerezte a délkeleti területeket (Lwów, Poleszje és a Zbrucs folyó között),
- a Szovjet-Oroszország ellen (1919 januárja–1921 márciusa) – Lengyelország megszerezte Nyugat-Fehéroroszországot,
- Csehszlovákia ellen (1919 januárja–februárja) – a háború kimenetele eldöntetlen volt és a vitát a Nagykövetek Tanácsa döntötte el: átadta Lengyelországnak a volt Osztrák–Magyar Monarchia koronatartomány – Felső Szilézia – kis részét Teschentől (Cieszyntől) keletre pedig Szepes és Árva kisebb részeit, e tartományok nagyobb része Csehszlovákiához került,
- Németország ellen (nagy-lengyelországi felkelés, 1918 decembere – 1919 februárja; három sziléziai felkelés, 1919–1921) – Lengyelország megszerezte a volt Poseni Nagyhercegség majdnem teljes területét meg Felső Szilézia keleti részét (népszavazás eredményeként).

Ezen kívül Lengyelország elfoglalta a Wilno-vidéket, amelyre Litvánia is igényt formált. A lengyeleknek viszont nem sikerült megszerezniük Mazúriát és Varmiát (a tartomány Olsztynnal) valamint Danzigot. Mazuriában és Varmiában a Nagykövetek Tanácsa megszervezte a népszavazást, amelyet nagy fölénnyel a németek nyertek meg. Gdańskot pedig a Tanács átalakította Szabad Várossá.
A legvéresebb összecsapás a Szovjet-Oroszország elleni háborúban történt. 1920 májusában a lengyelek elfoglalták Kijevet, viszont már augusztusban a Vörös Hadsereg megközelítette Varsót. Az augusztus 14–16-a között lezajlott számos csatát, általában varsói csatának nevezzük, amely következtében az oroszoknak vissza kellett vonulniuk. A varsói csata megmentette Európát a kommunizmustól, azért a történészek azt abba a 18 csatába sorolják, amely megváltoztatta a világ sorsát.
Az új államot a következő területek alkották: a volt Orosz-Lengyelország, Galícia, a volt Porosz-Lengyelország nagyobbik része (kijárattal a Balti-tengerhez), Felső-Szilézia keleti része, nyugatfehérorosz és nyugatukrán területek, valamint a mai Litvánia egy része (Wilno).
A társadalom rétegzett volt. Az arisztokrácia megőrizte hagyományos különállását és gazdasági, politikai befolyását, de a központi kormányzatban engedményekre kényszerült. A nagy- és középpolgárság vékony réteget képzett, soraik közt sokan voltak a zsidók. A bankügy és az ipar területén erős állami szektor épült ki, az ennek igazgatásában résztvevők pedig meghatározó gazdasági hatalomra tettek szert. A nemesi eredetű középosztály főként a tisztikarban és az államapparátusban volt jelen. A városi kispolgárság együttes száma a korszak végére megközelítette az egymilliót. A városi proletár elemek a lakosság egytizedét tették ki. A parasztság az összlakosság kétharmadát képezte.

### Parlamentáris demokrácia (1919–26)

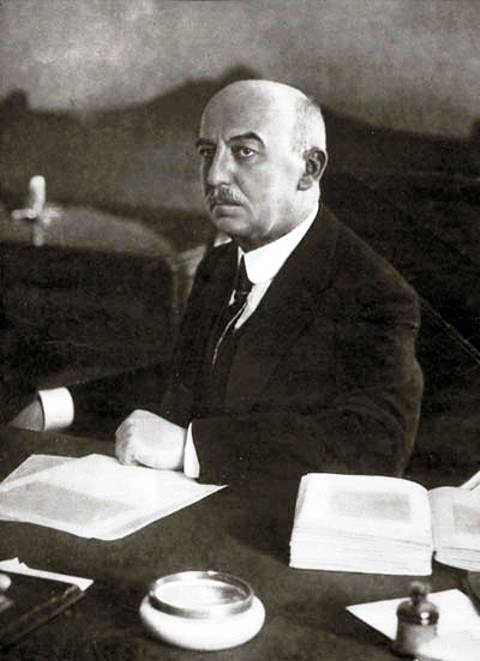
Gabriel Narutowicz – az első lengyel államelnök

1921 márciusában megszavazták az alkotmányt, amely szerint Lengyelország parlamentáris köztársaság lett, korlátozott elnöki hatalommal (az elnököt a parlament választotta) és a parlament döntő szerepével. A parlament kétkamarás volt (Szejm – alsóház, Szenátus – felsőház). Az alkotmány leszavazása pillanatáig az állam legfelső hivatalnoka az Államfő volt, Józef Piłsudski személyében, (1919-től Lengyelország marsallja). A hatalom elég instabil volt – 1926-ig a miniszterelnök személye 14-szer változott. Az első elnökké 1922. december 9-én Gabriel Narutowiczot választották meg, őt viszont már december 16-án lelőtte egy jobboldali fanatikus. A következő elnök Stanisław Wojciechowski lett.
Lengyelország számos gazdasági problémával küzdött. Az egyik legfontosabb a hiperinfláció volt, amelynek csúcspontja 1923–24 telére esett. Władysław Grabski miniszterelnök és pénzügyminiszter ezt azzal fojtotta el, hogy új valutát vezetett be, – a złotyt (az ezt megelőző pénzegység a lengyel márka volt). Második probléma a vámháború Németország ellen volt: a németek, akik a lengyel áruk fő vásárlói voltak, 1925-től fogva magas vámokat vetettek ki rájuk, megtorlásul Nagy-Lengyelország, Pomeránia és Felső-Szilézia elvesztéséért. A gazdasági problémák sztrájkokat idéztek elő – a legnagyobb 1923 őszén Krakkóban zajlott le. A Lengyelország akkori sikere a gdyniai kikötő kiépítése volt – Lengyelországnak, annak ellenére, hogy tengeri kijárata volt, valójában nem volt semmilyen saját kikötője. A nemzetközi szerződések alapján, használhatta volna a danzigi kikötőt, de azt nagyon nehezítette Danska németbarát kormányzata.

### Sanacja(1926–35)
Amikor megválasztották Narutowiczot Lengyelország elnökévé, Józef Piłsudski marsall automatikusan (az alkotmánynak megfelelően) megszűnt betölteni az államfői tisztséget és kivonult politikából. Azonban egyre keményebben bírálta a parlamentáris demokráciát, mert úgy vélte, hogy a politikai pártok csak saját érdekeiket képviselik. Sőt, a locarnói egyezmény után (1925), amelyben Németország nem garantálta keleti határainak sérthetetlenségét, Lengyelország nemzetközi helyzete romlott. Pedig 1926 májusának elején Wincenty Witos lett új miniszterelnök: 1923-ban ő is volt miniszterelnök és akkor brutálisan elfojtatta a krakkói sztrájkot. Akkor a Piłsudski hívei felismerték, hogy a marsallnak át kell vennie hatalmat. Május 12-én reggel a Piłsudskihoz hű csapatok indultak Varsó felé és háromnapos harc után elfoglalták a fővárost. Ezeket a harcokat májusi államcsínynek hívják. Ennek következtében Wojciechowski elnök és Witos miniszterelnök lemondtak posztjukról, az új elnök Ignacy Mościcki lett, az új miniszterelnök – Kazimierz Bartel. A tényleges hatalom Piłsudski kezében maradt, egészen a marsall haláláig (ő minden kormányban hadügyminiszter volt, kétszer miniszterelnök is). A Piłsudski és utódai uralmának korszakát, 1926–39 között sanacjának hívják (a latin sanatio szó gyógyítást jelent, aminek azt kellett sugalmaznia, hogy Piłsudski hívei gyógyítani akarják a közéletet az államban). 1926 szeptemberében úgy változtatták meg az alkotmányt, hogy kiszélesítették az elnök jogkörét a parlament rovására.
Piłsudski utálta a Szejm intézményét – gyakran sértett meg képviselőket, a rendőrség (a kormány engedélyével) sértette meg a személyi sérthetetlenségüket. A sanacja tábora nem tétovázott meghamisítani a választásokat, hogy fölényt szerezzen a parlamentben. 1930-ban Mościcki elnök a marsall utasítására feloszlatta a Szejmet és az ellenzéki képviselőket, akiket így már nem védett a mentelmi jog, a kormány letartóztatta és a brześći erődbe zárta. Az új választáson sanacja megszerezte az abszolút többséget, aminek révén meg tudta szavazni az új alkotmányt 1935 áprilisában. Így gyakorlatilag lehetetlenné tették az ellenzék számára, hogy törvényes úton átvegye a hatalmat. Az államelnöknek pedig majdnem diktátori jogköröket adott. Az alkotmányt Piłsudskira szabták, de ő már 1935 májusában meghalt.
A 30-as évek kezdete szintén a válság évei voltak Lengyelországban – az életkörülmények romlása megrendítette a sanacjába vetett bizalmat, amely válaszul szigorította kormányzási módszereit. 1934-ben internálótábort létesítettek Bereza Kartuskában (Brześć környékén), ahol bírósági ítélet nélkül tartották fogva az ellenfeleiket. Bizonyos történészek ezt a tábort a náci koncentrációs táborokhoz hasonlítják.

### 1935–39 évek
Piłsudski halála után három személy volt legjelentősebb Lengyelországban: Ignacy Mościcki köztársasági elnök, Edward Rydz-Śmigły a hadsereg főparancsnoka és Józef Beck külügyminiszter. A sanacjának osztatlan hatalma volt – az 1935. évi választáson a kormányzó tábor megszerzett minden helyet a parlamentben, az áprilisi alkotmányban garantált antidemokratikus választási rendszernek köszönhetően. Javult Lengyelország gazdasági helyzete, főként Eugeniusz Kwiatkowski pénzügyminiszter tevékenysége révén. Súlyosbodott viszont a nemzetközi helyzet – Németországban Adolf Hitler szerezte meg a hatalmat és nem titkolta, hogy vissza akarja szerezni a volt Második Birodalom területeit. Lengyelországnak viszont nem sikerült meggyőznie a nyugati országokat, hogy szegüljenek a nácik hatalmának megerősödése ellen. Egyidejűleg Lengyelországban erősödtek nacionalista és nagyhatalmi érzelmek, amelyeket főként Rydz-Śmigły marsall melegített fel. Azok odavezettek, hogy a müncheni egyezmény után Lengyelország elvette Csehszlovákiától azokat a területeket, amelyeket elvesztett az 1919. évi háború után (ún. Zaolzie). Így a lengyelek ahelyett, hogy támogatták volna a cseheket Németország ellen, Hitler oldalán álltak.
1939. augusztus 23-án Németország és Szovjetunió megkötötték a szerződést (Molotov–Ribbentrop-paktum), amelyben Szovjetunió megígérte, nem fogja akadályozni a németeket bármelyik hadműveletben Lengyelország ellen, de cserébe követelte Lengyelország keleti részét. Az ilyen módon bebiztosított Hitler 1939. szeptember 1-jén három oldalról megtámadta Lengyelországot, (délről – Jozef Tiso szlovák kormánya segítségével), ezzel elkezdte a második világháborút.

## Második világháború Lengyelországban

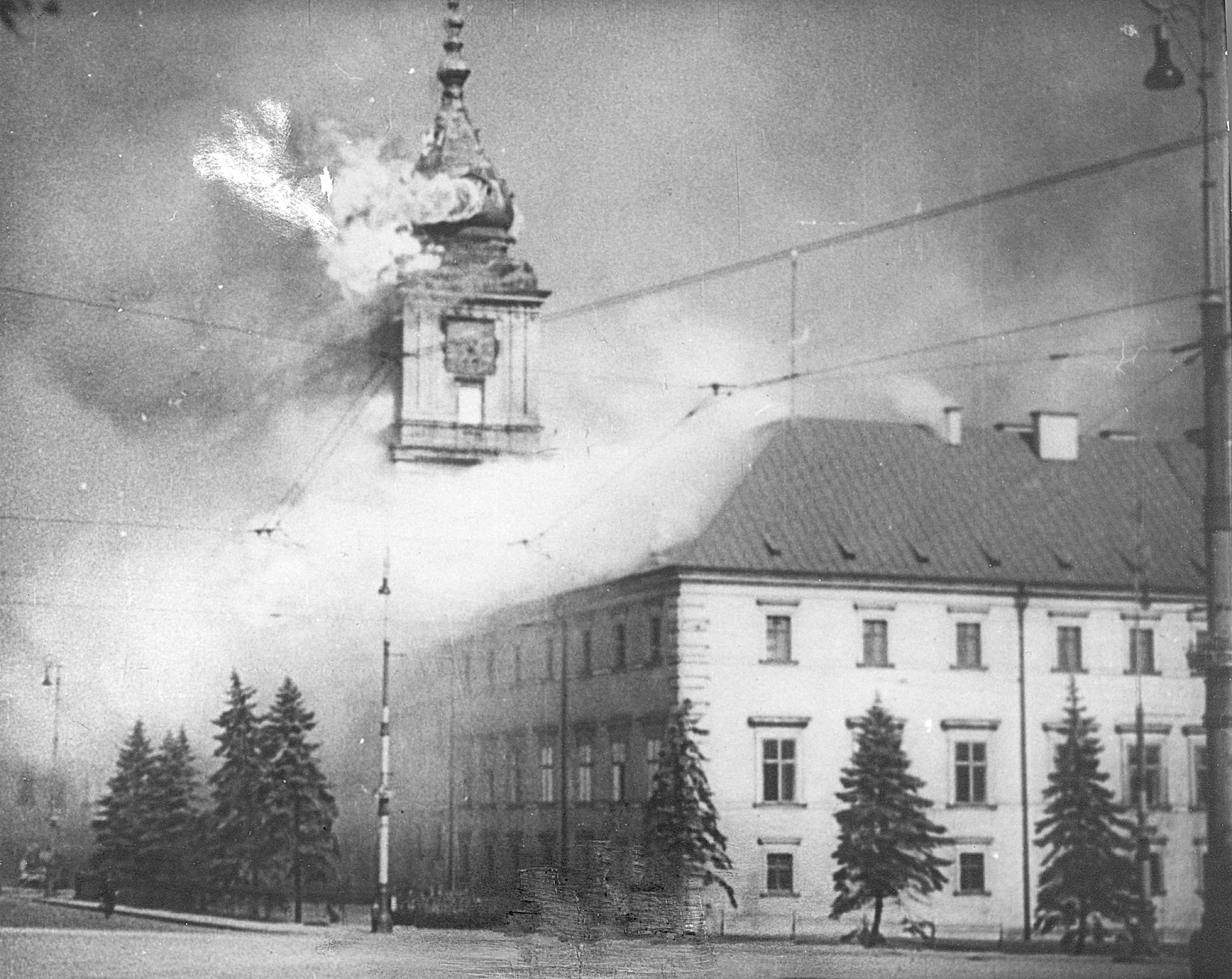
A német bombázás után lángoló Királyi Vár Varsóban, 1939. szeptember 17-én

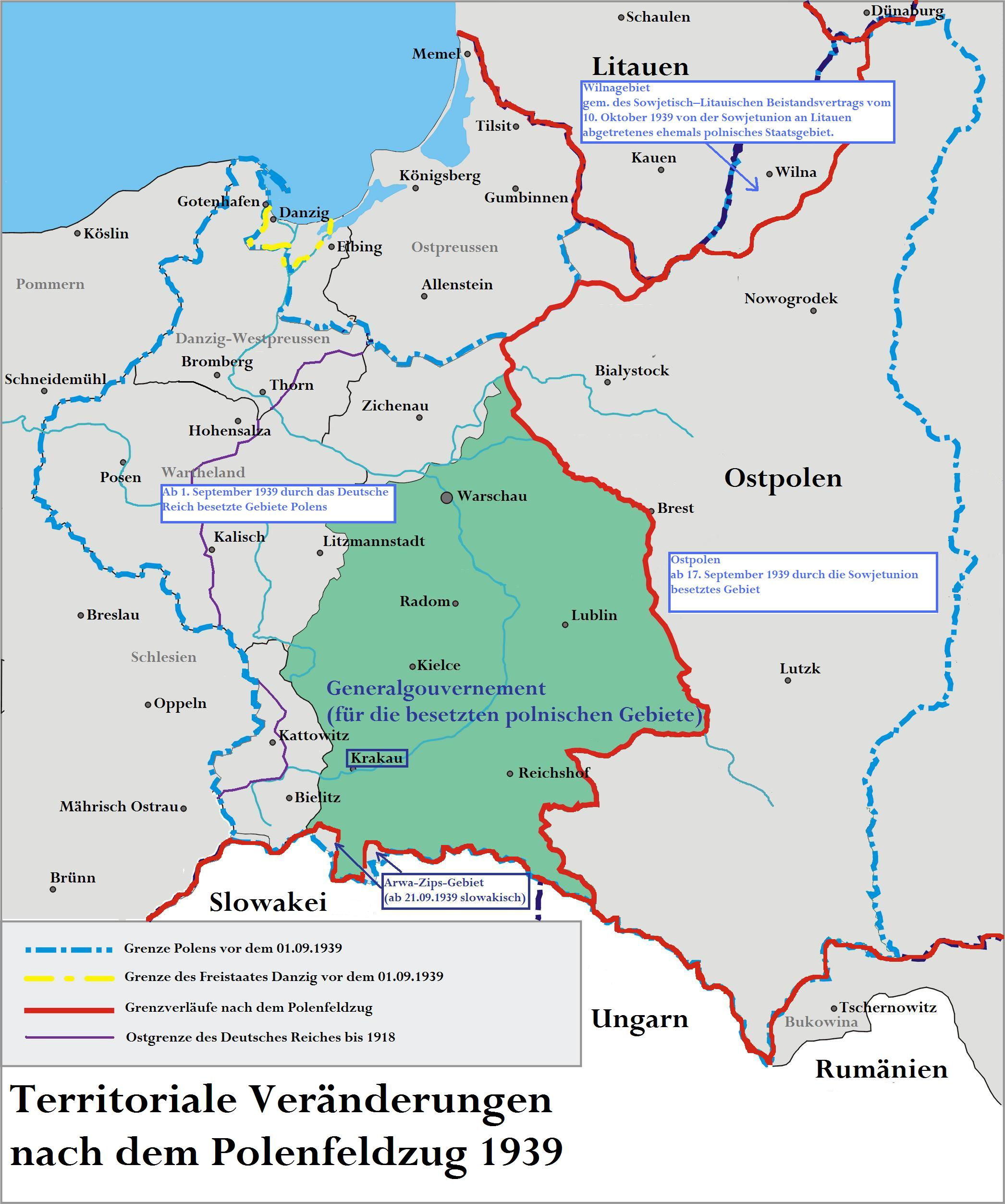
A lengyel terület felosztása a lengyelországi hadjárat után: a piros vonaltól jobbra – a Szovjetunióba (Vilna környéke – Litvániába, 1940 után az SZSZKSZ-be), balra – Németországba; zöld terület – Lengyel Főkormányzóság

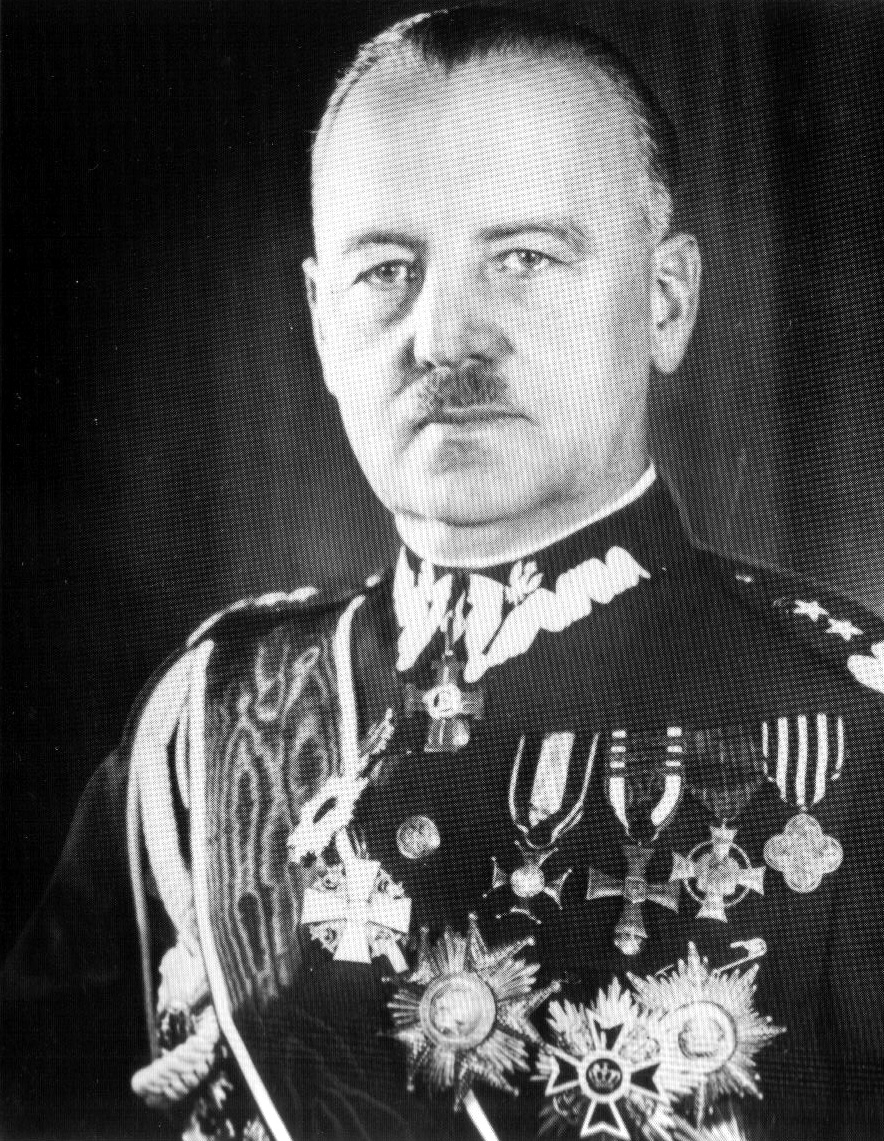
Władysław Sikorski tábornok – az első emigráns lengyel miniszterelnök és főparancsnok

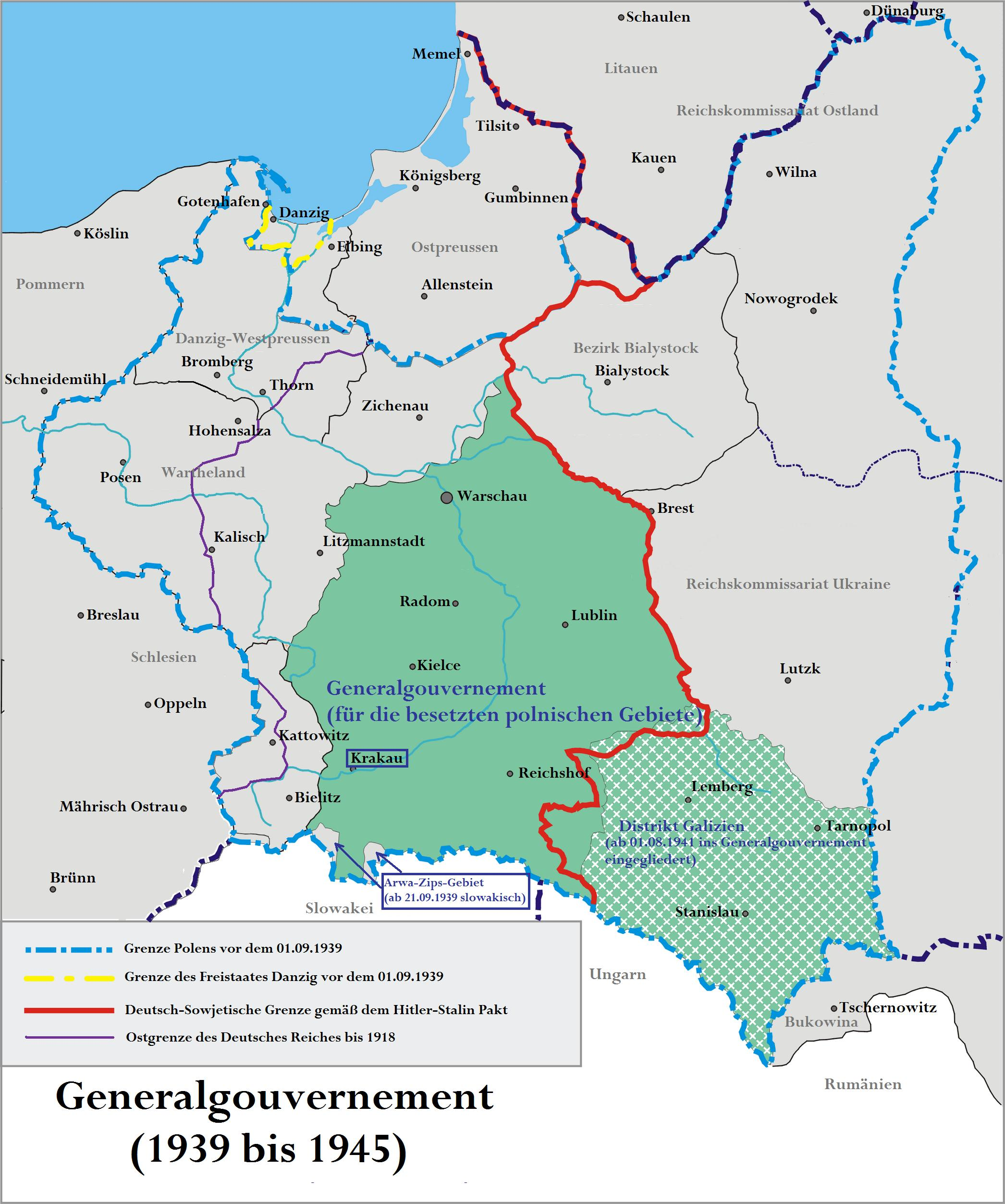
A lengyel terület felosztása a német–szovjet háború kitörése után. Az elfoglalt szovjet területet a németek felosztották: a Galíciai kerületre (Lengyel Főkormányzóságba – vonalkázott) és a Białystoki kerületre, a maradékát csatolták a Keleti Birodalmi Biztossághoz és az Ukrajnai Birodalmi Biztossághoz

Az 1939. évi Lengyelország védelmi háborúját lengyelül szeptemberi hadjáratnak nevezik. A végének 1939. október 6-át tartják. Addigra Németország elfoglalta a Bugtól és Białystoktól nyugatra fekvő területet, vagyis azt, amelyet kijelölt neki a Molotov–Ribbentrop-paktum. Szeptember 17-én viszont keletről támadt a Vörös  Hadsereg, amely elfoglalta az ország keleti részét. Litvánia megkapta Wilnót, Szlovákia – Szepes és Árva lengyel részeit.
Már szeptember 18-án az egész lengyel kormány (állam- és miniszterelnök, miniszterek, fővezér) elmenekültek Romániába, ahol internálták őket. Mościcki elnök Władysław Raczkiewiczet nevezte ki utódjává, ő pedig kinevezte miniszterelnökké és fővezérré Władysław Sikorski tábornokot. Az emigráns kormány Nyugat-Franciaországban, Angers-ben telepedett le, azután pedig, ahogy 1940 júniusában Németország elfoglalta ezt az államot is, a kormány átköltőzött Londonba.
A németek az általuk meghódított területet két részre osztották fel, mivel felismerték, hogy a keleti részt nehezebb lesz germanizálni és kezdetben gyarmatként fog szolgálni. Ezért ebből a részből létrehozták az ún. Lengyel Főkormányzóságot (len. Generalne Gubernatorstwo, ném. Generalgouvernement), a nyugati részét pedig közvetlenül bekebelezték a Harmadik Birodalomba. A Szovjetunió szintén két részre osztotta fel az általa elfoglalt területeket (Nyugat-Ukrajna és Nyugat-Fehéroroszország). Megszervezte ott a meghamisított választásokat a népgyűlésekbe, azután a képviselői azonnal „kérelemmel” fordultak a Szovjetunió Legfelsőbb Tanácsához, hogy az unió csatolja magához a megszállt területet. A német–szovjet háború kitörése után, 1941-ben a németek bekebelezték Lvovot és környékét a Lengyel Főkormányzóságba.
A mindkét féle megszállók megszervezték a terror és megtorlás gépezetét, amelynek célja a lengyel nemzet kiirtása volt (ennek része volt a hírhedt katyńi vérengzés is). E gépezet elemei voltak: a koncentrációs táborok, a lengyel kultúra pusztítása, a lengyelek deportálása Németország és Szovjetunió belsejébe, nyilvános kivégzések, az élelmiszerhez való hozzáférés korlátozása (az élelmiszer csak minimális adagokban, jegyere volt kapható). Ráadásul a németek folytatták a zsidók tervszerű kiirtását (zsúfolt gettókba zárva, tömegesen gyilkolták őket a tömegpusztító táborokban).
Az emigráns kormány, Londonban működött, megalakította ellenállási szervezetét, amelyet általában a Lengyel Földalatti Államnak hívnak. Ennek hadserege kezdetben a Fegyveres Harc Egyesülete volt, amelyet később átalakítottak a Honi Hadsereggé. A háború előtti politikai pártok többsége is szervezett hasonló harcoló alakulatokat, amelyek városokban indítottak támadásokat náci funkcionáriusok ellen, foglyokat szabadítottak ki, a falvakban pedig partizánharcot szerveztek. A Lengyel Földalatti Állam volt a legnagyobb ilyen szervezet a megszállt Európában.
A német–szovjet háború kitörése után 1941-ben Władysław Sikorski miniszterelnök és a szovjet nagykövet Londonban, Ivan Majszkij, szerződést írtak alá, amelynek értelmében Sztálinnak a lengyel foglyokat szabadon kellett engednie a szovjet táborokból, és létrehoznia a lengyel hadsereget a Szovjetunióban. E hadsereg parancsnoka Władysław Anders tábornok lett, de a szovjet főparancsnokságnak alárendelve. 1942 nyarán Sztálin beleegyezett a hadsereg nyugatra való távozásába.
1943 áprilisában a németek hírül adták, hogy megtalálták a sírokat, a szovjetek által, 1940-ben, meggyilkolt lengyel katonák maradványaival. Ekkor a lengyelek követelték az ügy kivizsgálását. Válaszul Sztálin megszakította a kapcsolatokat a lengyel emigráns kormánnyal és új hadsereget alakított meg – ezúttal szorosabb alárendeltséggel, Zygmunt Berling tábornok formális parancsnoksága alatt.
1943. július 4-én Sikorski tábornokot Gibraltárban brit parancsra meggyilkolják, nehogy a Kairóban megszerzett bizonyítékokkal a katyńi vérengzésben a szovjetek bűnösségét Amerikában feltárja, ami az USA hadbalépését a Hitler-ellenes koalícióba megakadályozta volna. A merényletet légikatasztrófának álcázták. Az erről szóló dokumentumok máig titkosak. Az új miniszterelnök Stanisław Mikołajczyk lett, az új főparancsnok – Kazimierz Sosnkowski tábornok is életét vesztette.

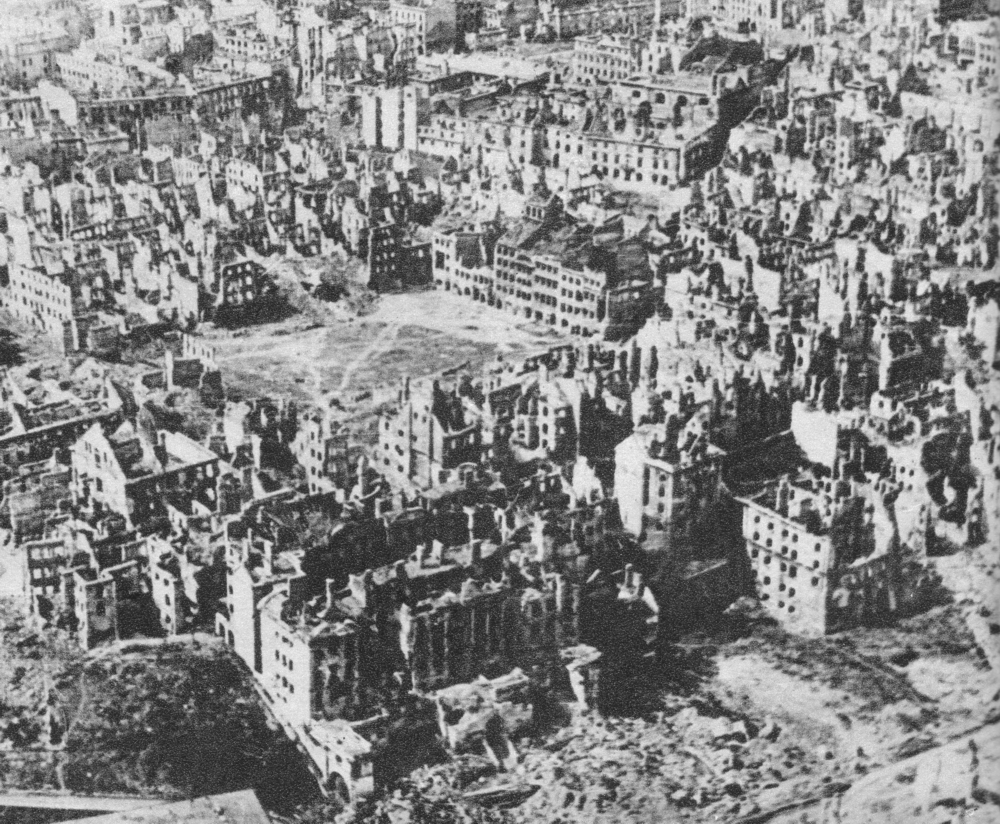
A felkelés után lerombolt Varsó

A teheráni konferencián (1943 novembere) az USA, Nagy-Britannia és a Szovjetunió eldöntötték, hogy Lengyelország a szovjet érdekszférába kerül. Ez azt jelentette, hogy a nyugat felé hátráló Wehrmacht alól felszabadított területekre csak a Vörös Hadsereg fog bevonulni, nem pedig a nyugati hadseregek, ami lehetővé teszi a kommunistáknak a hatalomátvételt. 1944. január 4-én a Vörös Hadsereg átlépte a régi lengyel–szovjet határt és a júliusban – a Bugot is. Chełmben a szovjetek létrehozták az ún. Nemzeti Felszabadítás Lengyel Bizottságát – az ideiglenes kormányt Edward Osóbka-Morawskival az élen. A lengyel emigráns (londoni) kormány és a Lengyel Földalatti Állam vezetői felismerték, hogy ily módon a Szovjetunió a kommunista rendszerét próbálja rákényszeríteni Lengyelországra. Hogy felszabadítsák Varsót a német hatalom alól azelőtt, hogy az oroszok bevonulnak oda, utasítást adtak a németellenes felkelés kirobbantására – szerintük így a Szovjetunió elvesztette volna az ország megszállásának jogalapját. A felkelés augusztus 1-jétől október 2-áig tartott és lengyel vereséggel, meg Varsó Visztula bal parti részén fekvő részének teljes pusztulásával végződött. Annak ellenére, hogy a Vörös Hadsereg már az augusztus közepén elfoglalta a város jobb parti részét, nem segített a felkelőknek, a vereségüket várva. 1945 januárjában Biadki településen 18 hátrahagyott magyar politikai foglyot végeztek ki a szovjetek.
1945. február 4. és 11. között volt a Szovjetunió, az Egyesült Államok és Nagy-Britannia vezetőinek második konferenciája Jaltában. Lengyelországra vonatkozóan véglegesen megállapodtak, hogy a lengyel–szovjet határt a jelenlegi formájában jelölik ki, azaz Nyugat-Ukrajna és Nyugat-Fehéroroszország nélkül, de cserébe Lengyelország megkapja az Oderától és a Lausitzi-Neissétől keletre fekvő német területeket, Szczecinnel és a Wolin-szigettel, Gdańskot és Kelet-Poroszország területének kétharmadát.
1945 márciusában a szovjetek elfoglalták az egész, Lengyelország számára kijelölt, területet – elérték az Oderát és a Szudétákat. Még januárban megalakították a Lengyel Köztársaság Ideiglenes Kormányát, amely helyettesítette a Nemzeti Felszabadítás Lengyel Bizottságát. Júniusban Stanisław Mikołajczyk belépett ebbe miniszterelnök-helyettesként – úgy vélve, hogy ha benne lesz a kormányban, képes lesz ellensúlyozni a kommunisták befolyását. Ily módon létrejött a Nemzeti Egység Ideiglenes Kormánya, amelyet hamarosan elismert Nagy-Britannia, Franciaország és az Egyesült Államok. Ezzel a nagyhatalmak hátat fordítottak a londoni emigráns kormánynak, és elfogadták a tényt, hogy Lengyelországban a kommunisták átvették a hatalmat.

## Lengyel Népköztársaság (1945–1989)

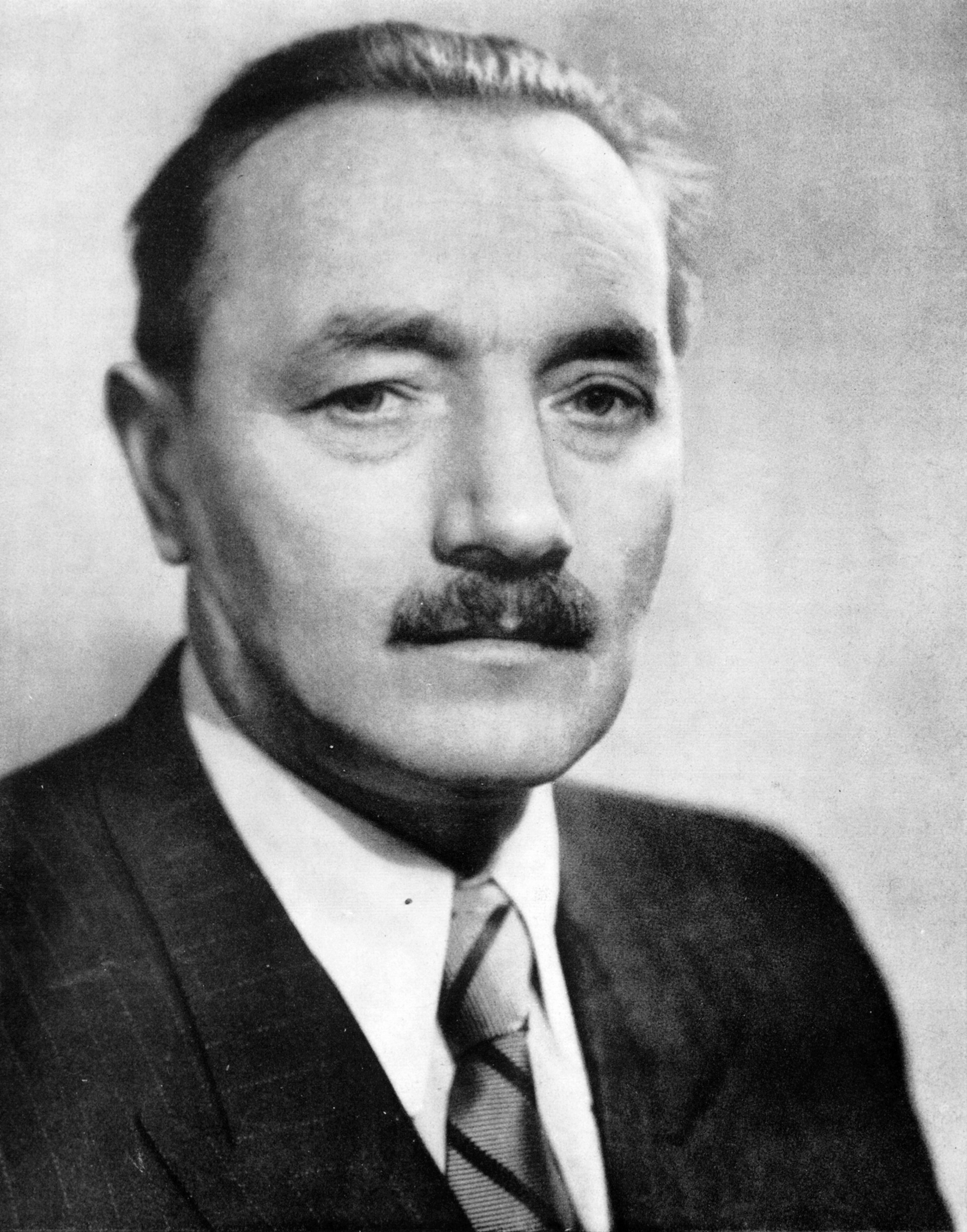
Bolesław Bierut – a Lengyel Népköztársaság első vezetője

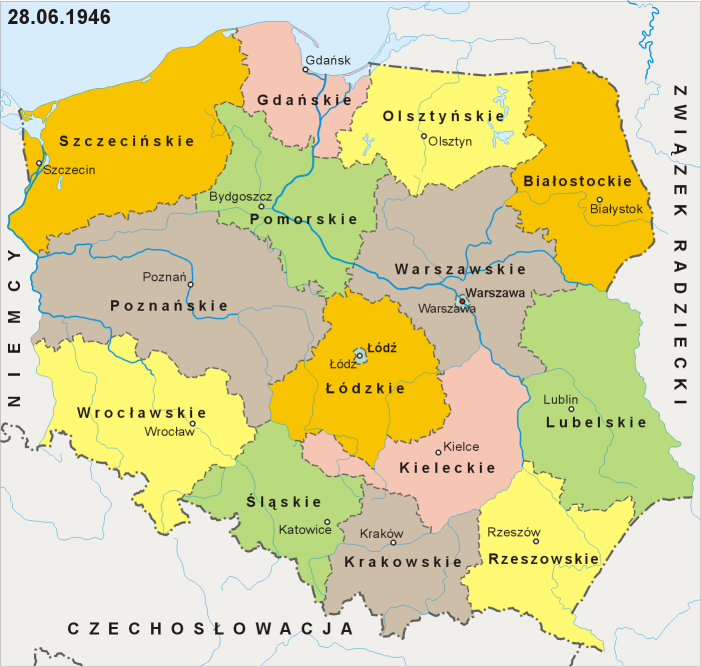
Lengyelország 1946-ban

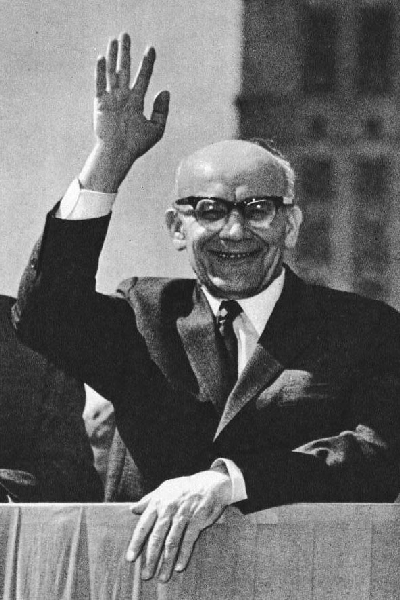
Władysław Gomułka

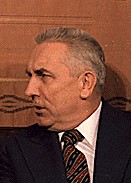
Edward Gierek

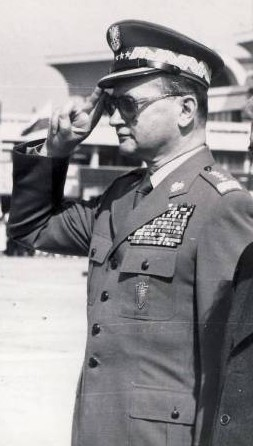
Wojciech Jaruzelski – a Lengyel Népköztársaság utolsó vezetője

Az új lengyel államot „áttolták” kb. 200 km-rel nyugatra: így elvesztette Vilniust, Nyugat-Ukrajnát és Nyugat-Fehéroroszországot, de megkapta Mazúriát, Nyugati Pomerániát, Lubusi Földet és Alsó-Sziléziát és Danzigot. Az elvesztett területek a Keleti Határvidék (Kresy Wschodnie), a hozzácsatoltak – a Visszaszerzett Tartományok (Ziemie Odzyskane) elnevezést kapták.
Amikor a kommunisták átvették a hatalmat Lengyelországban, sztálinista módon kezdték el megszervezni az államot. Államosították a gyárakat, kollektivizálták a mezőgazdaságot, felszámolták a politikai ellenzéket. A Lengyel Földalatti Állam vezetőit a Honi Hadsereg parancsnokával, Leopold Okulicki tábornokkal együtt, alattomosan Lengyelországba csalták, majd erőszakkal Moszkvába szállították, ahol sokéves munkatáborra ítélték őket. A meghamisított választást 1947-ben megnyerték a kommunisták; az addigi miniszterelnök-helyettesnek a Nemzeti Egység Ideiglenes Kormányában, Stanisław Mikołajczyknak (azelőtt – a londoni emigráns kormány volt miniszterelnöke) el kellett menekülnie az országból, mert veszélyben volt az élete.
A választás után Bolesław Bierut lett az államelnök, Józef Cyrankiewicz a miniszterelnök. 1948-ban a kommunista párt – Lengyel Munkáspárt (PPR) – bekebelezte a szocialista pártot és így megalakult a Lengyel Egyesült Munkáspárt, LEMP (Polska Zjednoczona Partia Robotnicza – PZPR), amely lett a legfőbb politikai erővé a következő 40 évre. 1952-ben megszavazták az alkotmányt, amelyben elnevezték az államot Lengyel Népköztársaságnak (addig még Lengyel Köztársaságnak hivták), a LEMP-nek adták a vezető szerepet a politikai életben – fontosabbat, mint a Szejm és Államtanács (egy kollegiális szerv a megszüntetett államelnök hivatalának helyére). A Szejm egykamarás lett (megszüntették a Szenátust). Az államelnöki funkció megszüntetése után Bierut miniszterelnök lett (egyidejűleg a LEMP főtitkára is volt).
Sztálin halála után (1953) a politikai kapcsolatok kissé mérséklődtek, az SZKP 1956-os XX. kongresszusa után pedig sokkal. Éppen azon a kongresszuson meghalt Bolesław Bierut. Jelentősen enyhült a cenzúra, az emberek bátrabban mutatták az elégedetlenségüket. Ennek eredményeként 1956 júniusában kitörtek a zavargások Poznańban, ahol a kormány bevetette a hadsereget a tüntetők ellen és kitörtek az utcai harcok, Hruscsov pedig a szovjet hadsereg beavatkozásával fenyegetett. Az események következtében a LEMP főtitkára Władysław Gomułka lett – akkor nagyon népszerű volt a társadalomban, PPR és LEMP személyisége, akit néhány évvel korábban letartoztatták a „nacionalista elhajlásért”. A miniszterelnök pedig újra Józef Cyrankiewicz lett. Lengyelországban így befejeződött a sztálinizmus kora.
De Gomułka meghiúsította az emberek reményeit. Nem vezetett be reformokat, bár megszüntette a Biztonsági Hivatalt (UB, lengyel ÁVO), amely a kommunizmus ellenfeleivel szembeni megtorlásokért volt felelős. Lengyelországban még mindig léteztek problémák az élelmiszerellátással, a cenzúra is korlátozta a szabad véleménynyilvánítást. Amikor 1968 márciusában a kormány megtiltotta színre vinni Adam Mickiewicz Ősök (Dziady) című darabját, amelyben orosz- és szocializmus-ellenes elemeket vélt felfedezni, a diákok a nagyvárosok utcáira vonultak, szólásszabadságot követelve. 1970 decemberében a kormány jelentősen felemelte az élelmiszerek árát, amivel sztrájkokat és zavargásokat idézett elő Gdańskban és Gdyniában, amelyek közben a rendőrség lőtt a tüntetők közé. A zavargások következtében a LEMP Központi Bizottság rákényszerítette Gomułkát és Cyrankiewiczet lemondásra.
Az új főtitkár Edward Gierek lett, az új miniszterelnök Piotr Jaroszewicz. Gierek kormányzásának első őt évében az a lengyel gazdaság nagyon dinamikus fejlődésen ment keresztül. Gierek sok hitelt kapott Nyugaton, amelyet az ipar és a mezőgazdaság fejlesztésére szánt. A rosszul felhasznált hitelek miatt már a 70-es közepén felében megint feltűntek gazdasági nehézségek. Ennek következtében 1976 júniusában kitörtek a sztrájkok Radomban, Płockban és Ursusban (ma Varsó nyugati kerülete). Brutális elfojtásuk nyomán létrejöttek az első ellenzéki szervezetek (pl. a Munkásvédelmi Bizottság), amire a kormány tovább megtorlásokkal válaszolt.
A válság mélypontja 1980-ban volt. Az élelmiszerek árának augusztusi emelése után a gdański és gdyniai hajógyárak sztrájkba léptek. A sztrájk átterjedt az egész országra. Szeptemberben a kormány belement, hogy megalakuljon egy a kommunistáktól független szakszervezet – a Szolidaritás – amelynek vezetője a gdański hajógyár villanyszerelője, Lech Wałęsa lett. Szintén szeptemberben leváltották Giereket a LEMP főtitkári tisztéből – Stanisław Kania állt a helyére (Jaroszewicz már februártól nem volt miniszterelnök).
A kormány megváltozása és a Szolidaritás megalakulása nem javított a helyzeten. A LEMP egyre erősebben merevített az álláspontján a Szolidaritással szemben. 1981 februárjában Wojciech Jaruzelski tábornok lett a miniszterelnök, az év októberében – a LEMP főtitkára. December 13-án elhatározta magát az államcsínyre: bevezette a hadiállapotot az egész állam területén, a hatalmat viszont átvette a Jaruzelski által vezetett Nemzeti Megmentés Katonai Tanácsa. Az utcákra kivonult a hadsereg, kikapcsolták a telefonokat, a hadsereg és rendőrség elfoglalta a rádiót és televíziót. Bevezették a kijárási tilalmat (19.00-6.00), megtiltották a két kormánylapon kívüli sajtótermékek kiadását, lezárták az államhatárokat és a repülőtereket. Letartóztatták a Szolidaritás minden fontosabb vezetőjét, magát szakszervezetet pedig felszámolták és vagyonát átengedték a kommunistákhoz közeli szakszervezetnek.
Wojciech Jaruzelski próbált reformokat bevezetni, törekedett az ellenzékkel való megegyezésre. A hadiállapotot 1983 júliusában szüntette meg. 1982-ben létrehozták az Állambíróságot (a hatalom tagjai feletti bíráskodás céljával), 1985-ben az Alkotmánybíróságot, 1987-ben az Állampolgári Jogok Biztosa hivatalát (ombudsmant). 1985-ben Jaruzelski átadta a miniszterelnöki posztot Zbigniew Messnernek, de még mindig a LEMP KB főtitkára volt és ezen túl az Államtanács elnöke lett. A kormány szintén tárgyalásokat kezdett az ellenzékkel – kedvezett ennek a Szovjetunióban kialakult helyzet, ahol 1985-ben az SZKP KB főtitkára Mihail Gorbacsov lett. A tárgyalás csúcsa ún. Kerekasztal volt (1989 februárja – áprilisa), azaz a tárgyalás a kormány és a Szolidaritás között, az egyház részvételével. Mindkét fél megállapította, hogy a legközelebb parlamentáris választáson a Szejm helyeinek csak 2/3-a lesz biztosítva a LEMP és a „bábpártjai” számára, a többieknek utánajárhat az ellenzék. Visszaállították a Szenátust is, amelyben az ellenzék küzdhetett minden helyért, meg az államelnök posztját, akit a parlament választana.
E parlamentáris választás 1989. június 4-én zajlott le – az ellenzék megszerzett minden helyet, amelyre pályázhatott, és megalakította az Állampolgári Parlamentáris Klubot. Hamarosan a kommunisták szövetségesei is csatlakoztak a Klubhoz. Júliusban a parlament megválasztotta államelnökké Wojciech Jaruzelski tábornokot, augusztusban miniszterelnökké Tadeusz Mazowiecki lett – 40 év alatt az első nem kommunista politikus.
A Lengyel Népköztársaság 1989. december 27-én hivatalosan megszűnt létezni, amikor a Szejm megváltoztatta az állam nevét Lengyel Köztársaságra.

## Harmadik Lengyel Köztársaság

A Lengyel Köztársaság elnökei 1990-től:
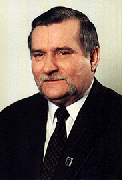
Lech Wałęsa (1990–1995)
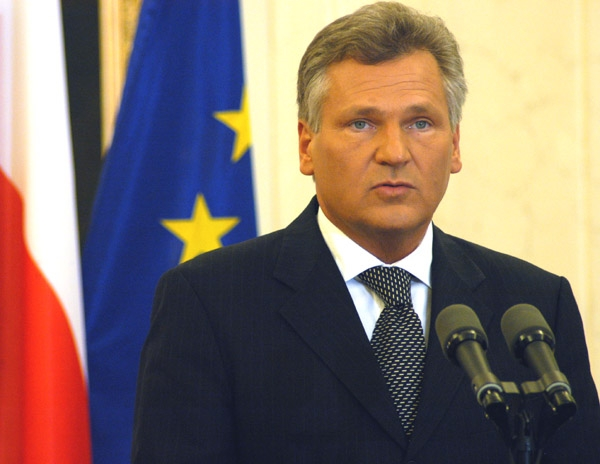
Aleksander Kwaśniewski (1995–2005)
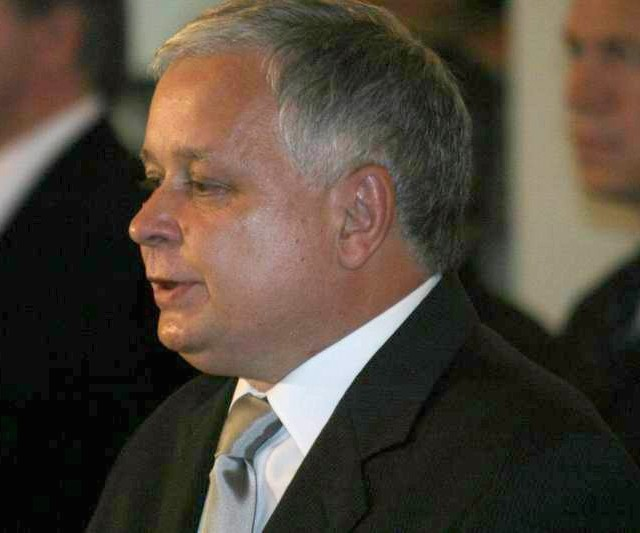
Lech Kaczyński (2005–2010)
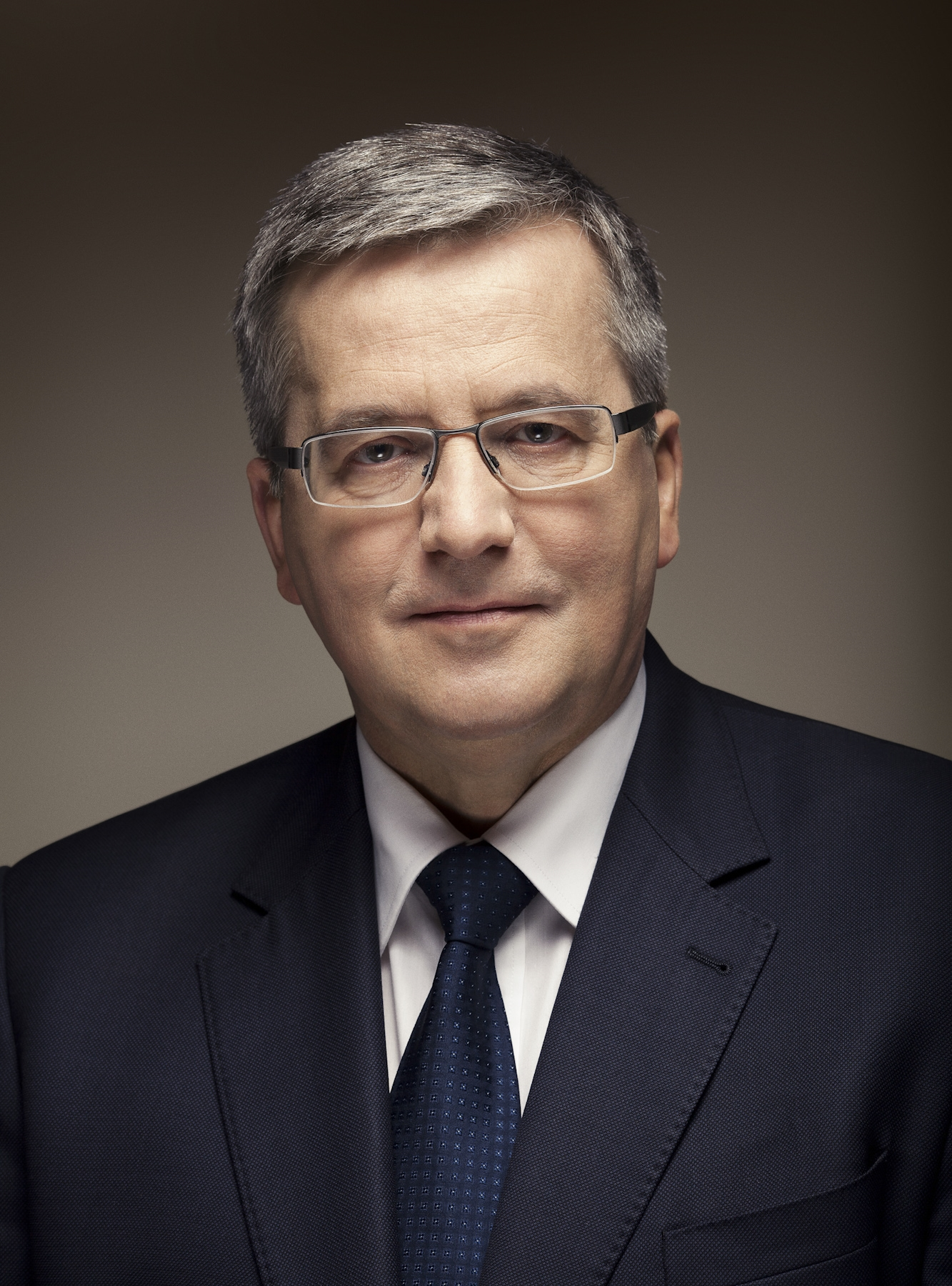
Bronisław Komorowski (2010-2015)
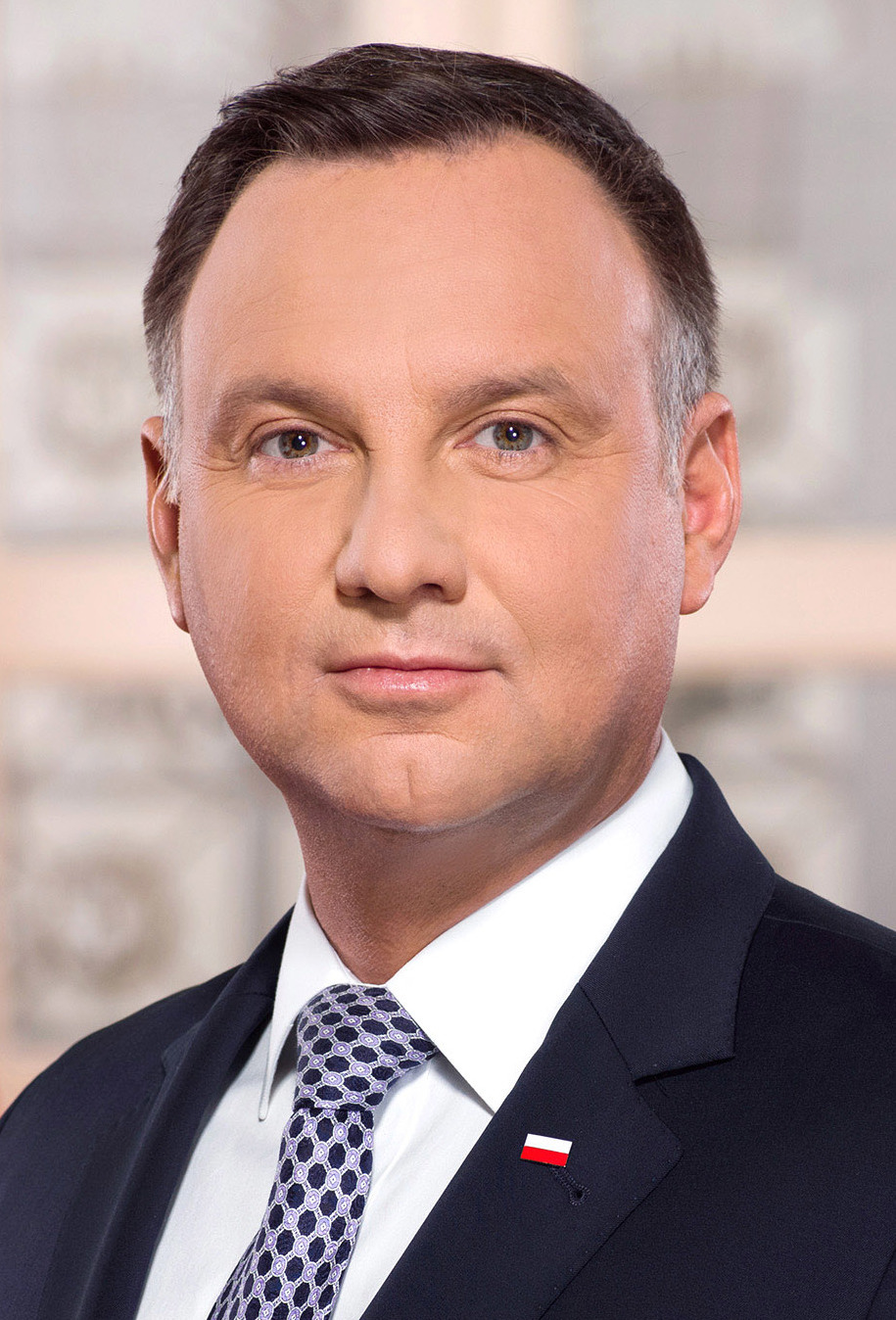
Andrzej Duda (2015-től)

1990 szeptemberében Jaruzelski elnök benyújtotta a törvényjavaslatot, amely megrövidítette az ő hivatali időtartamát és bejelentette az általános elnökválasztást. A választás novemberben és decemberben zajlott le. Győzött a Szolidaritás vezetője, Lech Wałęsa. Hamarosan a parlament elismerte, hogy az összetétele nem tükrözi a lengyel politikai spektrumot, mert nem teljesen demokratikus választás eredménye volt – azért megszavazta saját hivatali időtartama lerövidítését. Az új – ezúttal teljesen szabad választás – 1991 októberében zajlott le és a jobboldali pártok nyertek.
Lengyelország tragikus gazdasági helyzetét az ún. Balcerowicz-tervnek kellett orvosolnia – Leszek Balcerowicz miniszterelnök-helyettes és pénzügyminiszter volt a Mazowiecki-kormányban. A terv fő elemei a vállalatok privatizációja és az adórendszer egyszerűsítése voltak. Végrehajtása eredményezte a lengyel gazdaság gyors fejlődését és azt, hogy az infláció 6%-ra csökkent és sok új áru jelent meg a piacon. A szociális védelem hiánya azonban azt okozta, hogy sok vállalat csődbe ment és a népesség nagy részének rosszabbodtak az életkörülményei. Az elégedetlenség oda vezetett, hogy 1993 szeptemberében a jobboldal elvesztette a parlamenti választást, amelyet a posztkommunisták (Demokratikus Baloldali Szövetség – SLD) nyertek meg. Lech Wałęsa elnök – a diktátor-hajlamú, temperamentumos ember – nem tudott együttműködni a baloldali kormánnyal és a Szejmmel, az SLD pedig ki tudta használni az elnök félrelépéseit. Ennek révén az 1995-ös elnökválasztáson az SLD vezére, Aleksander Kwaśniewski nyert.
Két éven át a baloldal osztatlanul kormányozta Lengyelországot. Az ellenzék félt, hogy a baloldal le fogja lassítani az Európai Unióhoz való csatlakozást, de a kormányok nyugatbarát politikát követtek és egyre erősebben összekapcsolták az államot a NATO-val és az Európai Unióval. 1997 júliusában a NATO madridi csúcsán hivatalosan felajánlották Lengyelországnak, Magyarországnak és Csehországnak a csatlakozást NATO-hoz. A kormány és az elnök a piacgazdaság bevezetését és a vállalatok privatizációját is folytatták, bár nem olyan dinamikusan, mint Wałęsa idejében. Szintén 1997-ben (áprilisban) a parlament leszavazta az új alkotmányt, amely – az ellenzék félelme ellenére – nem volt baloldali. A gazdasági növekedés erős volt (1995-ben és 1997-ben 7%-os), Lengyelország GDP-je a 23. helyen volt a világon – de a különbség a gazdagok és szegények között megnőtt, a hatalom pedig egyre inkább mellőzte az ellenzék és az egész társadalom véleményét. 1997 júliusában Lengyelország nyugati és déli részét (illetve Csehországot, nyugat Szlovákiát, Lausitzot és Kelet-Ausztriát) nagy árvíz sújtotta, amellyel a kormány nem boldogult. Emiatt is az 1997 szeptemberi parlamenti választásokat ismét a jobboldal nyerte meg, az egyesült a Szolidaritás Választási Akció nevű koalícióban. A miniszterelnök Jerzy Buzek lett.
1999. március 12-én Lengyelország, Magyarország és Csehország hivatalosan a NATO tagjaivá váltak.
A 2000-ben lezajlott következő elnökválasztáson ismét Aleksander Kwaśniewski nyert. Az oka az volt, hogy a támogatás az AWS kormány számára folyton csökkent – főként azért, mert az AWS még mindig összeütközött a koalíciós Szabadság Uniójával és azt az összbenyomást keltette, hogy az egész hatalmat és ebből eredő előnyöket a maga számára akarja megszerezni. A támogatás további csökkenése azt okozta, hogy 2001-ben az AWS-ből kilépő tagok két új pártot hozott létre: a Polgári Platformot (PO, vezetője Donald Tusk) és a Jog és Igazságosságot (PiS, vezetője Jarosław Kaczyński), a parlamenti választásokon, 2001 szeptemberében pedig megint a baloldal győzött.
Az új kormány (miniszterelnök, Leszek Miller nagyon törekedett bevezetni Lengyelországot az Európai Unióba, ennek eredményeként 2004. május 1-jén Lengyelország csatlakozott az Unióhoz. De Miller kormánya nem boldogult a belügyekkel: a gazdasági helyzet rossz volt, a kormány pedig félt végrehajtani népszerűtlen, bár szükséges reformokat. Ráadásul néhány affér történt, amely aláásta az emberek bizalmat a kormányban. Ez okozta, hogy egy nappal az után, hogy Lengyelország csatlakozott EU-hoz, Miller lemondott, annak ellenére, hogy a választásig még egy éve lett volna.
2005-ben lezajlott az elnök- és parlamenti választás. Az elsőt (szeptember) a Jog és Igazságosság meg Polgári Platform, a másodikat – a PiS jelöltje, Lech Kaczyński (PiS főnöke, Jarosław, ikertestvére) nyerte meg. Mindkét párt programja, hasonlatosságuk ellenére, a PiS nem tudott létrehozni koalíciót a PO-val, azért létrehozott két kis populista pártot. 2006 júliusában a PiS főnöke, Jarosław Kaczyński, miniszterelnökké lett – így a két legfontosabb állami hivatal a két ikertestvér kezébe került.
A PiS fő eszméje a lengyel politikai élet teljes megújítása volt („Negyedik Köztársaság” koncepciója). E koncepció jobboldali radikalizmusa, túl erős vallásos nyomatékkal az egyik oldalon, a koalíciós pártok tagjainak helytelen viselkedése (ellentétes a politikai élet megújítása eszmével) meg Jarosław Kaczyński nehéz jelleme a másik oldalon elrettentették ettől a társadalom nagy részét. 2007 nyarán felbomlott a kormányzó koalíció és Kaczyński kormánya elvesztette a támogatást a Szejmben, ami azt okozta, hogy a Szejm a feloszlatásáról döntött.
A választásokon (2007 októbere) nyert a Polgári Platform és vezetője Donald Tusk lett a miniszterelnök. A Tusk-kormányzást gyors gazdasági fejlődés kísérte, amiben sokat segített a 2012-es labdarúgó-Európa-bajnokságra való készülődés, ez ugyanis stimulálta a lengyel gazdaságot (gyors ütemben építettek új stadionokat, autópályákat és pályaudvarokat). A lengyel gazdaságban még akkor is volt növekedés (bár kicsi, 1,7%-os), amikor Európában már recesszió volt (-4,8%-os).
2010. április 10-én Lech Kaczyński elnök, a felesége majdnem 100 politikussal együtt meghalt a szmolenszki légi katasztrófában, amikor a katyńi vérengzés 70. évfordulója ünnepségeire repültek. Az így néhány hónappal előrehozott elnökválasztáson (június–július) nyert a Polgári Platform jelöltje, Bronisław Komorowski (az addigi szejmmarsall). Őt 2015-ben Andrzej Duda (PiS) váltotta az elnöki székben.
A PP (PO) szintén győzött a parlamenti választáson, 2011 októberében – ennek révén 2014-ig Donald Tusk lett a miniszterelnök, immár másodszor. Mikor Tusk Az Európai Tanács elnöke lett, helyét egy évre Ewa Kopacz vette át. 2015-ben ismét kormányváltás történt, melynek során előbb Beata Szydło (Jog és Igazságosság (PiS)), majd 2017-től Mateusz Morawiecki (PiS) lett a miniszterelnök.